# Елеонора Рузвельт
Елеоно́ра Ру́звельт (англ. Anna Eleanor Roosevelt, МФА: [ˈænə ˈɛlənɔr ˈroʊzəˌvɛlt]; 11 жовтня 1884, Нью-Йорк — 7 листопада 1962, Нью-Йорк) — американська політична діячка, дипломат, журналістка, письменниця, антивоєнна активістка та феміністка. Перша леді США (1933 —1945). Племінниця 26-го президента США Теодора Рузвельта, дружина 32-го президента США Франкліна Делано Рузвельта. Будучи першою леді США, багато зробила для прав жінок, за що вшанована на Поверсі спадщини Джуді Чикаго. Авторка автобіографії.
Завдяки своїм подорожам, громадській та правозахисній діяльності вона значною мірою переосмислила роль першої леді, привнісши небачену активність і здібності. З 1945 по 1952 рік Рузвельт була делегатом США у Генеральній Асамблеї ООН і взяла на себе провідну роль у розробці тексту Загальної декларації прав людини. У 1948 році асамблея аплодувала їй стоячи після прийняття Декларації. Президент Гаррі Трумен пізніше назвав її «Першою леді світу» на знак поваги до її досягнень у сфері прав людини.
Елеонора Рузвельт допомогла переконати чоловіка залишитися в політиці після того, як у 1921 році він був уражений тяжкою хворобою, і почала виступати з промовами та з'являтися на заходах передвиборної кампанії замість нього. Після його обрання губернатором Нью-Йорка в 1928 році та протягом решти державної кар'єри в уряді Рузвельт регулярно виступала на публіці від його імені; і як перша леді, поки її чоловік був президентом, вона значно змінила та переосмислила цю роль.
Свого часу Рузвельт була однією з найвпливовіших жінок у світі. Вона була першою дружиною президента, яка проводила регулярні пресконференції, писала щоденну колонку в газеті, щомісячну колонку в журналі, вела щотижневе радіошоу та виступала на національному партійному з'їзді. Кілька разів вона публічно висловлювала незгоду з політикою свого чоловіка. Вона започаткувала експериментальну спільноту в Артурдейлі, Західна Вірджинія, для сімей безробітних шахтарів, яку пізніше багато хто вважали невдалою. Виступала за розширення ролей жінок на робочому місці, громадянські права афроамериканців і американців азійського походження та права біженців Другої світової війни.
Після смерті чоловіка в 1945 році Рузвельт залишалася активною в політиці протягом решти 17 років свого життя. Вона наполягала на тому, щоб США приєдналися до ООН і підтримали її, і стала її першим делегатом. Вона була першою головою Комісії ООН з прав людини та керувала розробкою Загальної декларації прав людини. Пізніше очолила президентську комісію зі становища жінок при адміністрації Джона Ф. Кеннеді. До моменту смерті Елеонора Рузвельт вважалася «однією з найшановніших жінок у світі»; New York Times у некролозі назвала її «об'єктом майже загальної поваги».
У 1999 році вона посіла дев'яте місце в першій десятці списку найбільш шанованих людей ХХ століття за версією Геллапа, а також була визнана жінкою, яку найбільше шанували за 13 різних років між 1948 і 1961 роками в щорічному жіночому рейтингу найбільш шанованих Геллапа. Періодичні опитування, які проводить Дослідницький інститут Сієнського коледжу, незмінно показують, що історики оцінюють Елеонору Рузвельт як найвидатнішу американську першу леді.

## Життєпис

### Ранні роки
Анна Елеонора Рузвельт народилася 11 жовтня 1884 року в Мангеттені, Нью-Йорк, у родині світській сім'ї Анни Ребекки Голл і Елліота Рузвельта. Через батька вона була племінницею президента Теодора Рузвельта (старший брат батька). Через матір була племінницею тенісних чемпіонів Валентайна Гілла «Веллі» Голла III та Едварда Ладлоу Голла. З раннього дитинства вона воліла, щоб її називали Елеонорою. За характером була сором'язливою й любила самоту. Мати прозвала її «бабусею», оскільки в дитинстві вона поводилася дуже серйозно. Мати емоційно відкинула Елеонору, а також трохи соромилася нібито «простоти» доньки.

У Елеонори були 2 молодших брати: Елліотт-молодший і Голл. У неї також був зведений брат Елліотт Рузвельт Манн через роман її батька з Кеті Манн, служницею сім'ї. Елеонора Рузвельт народилася у світі величезного багатства та привілеїв, оскільки її сім'я була частиною нью-йоркського вищого суспільства, яке називали «пухлями».

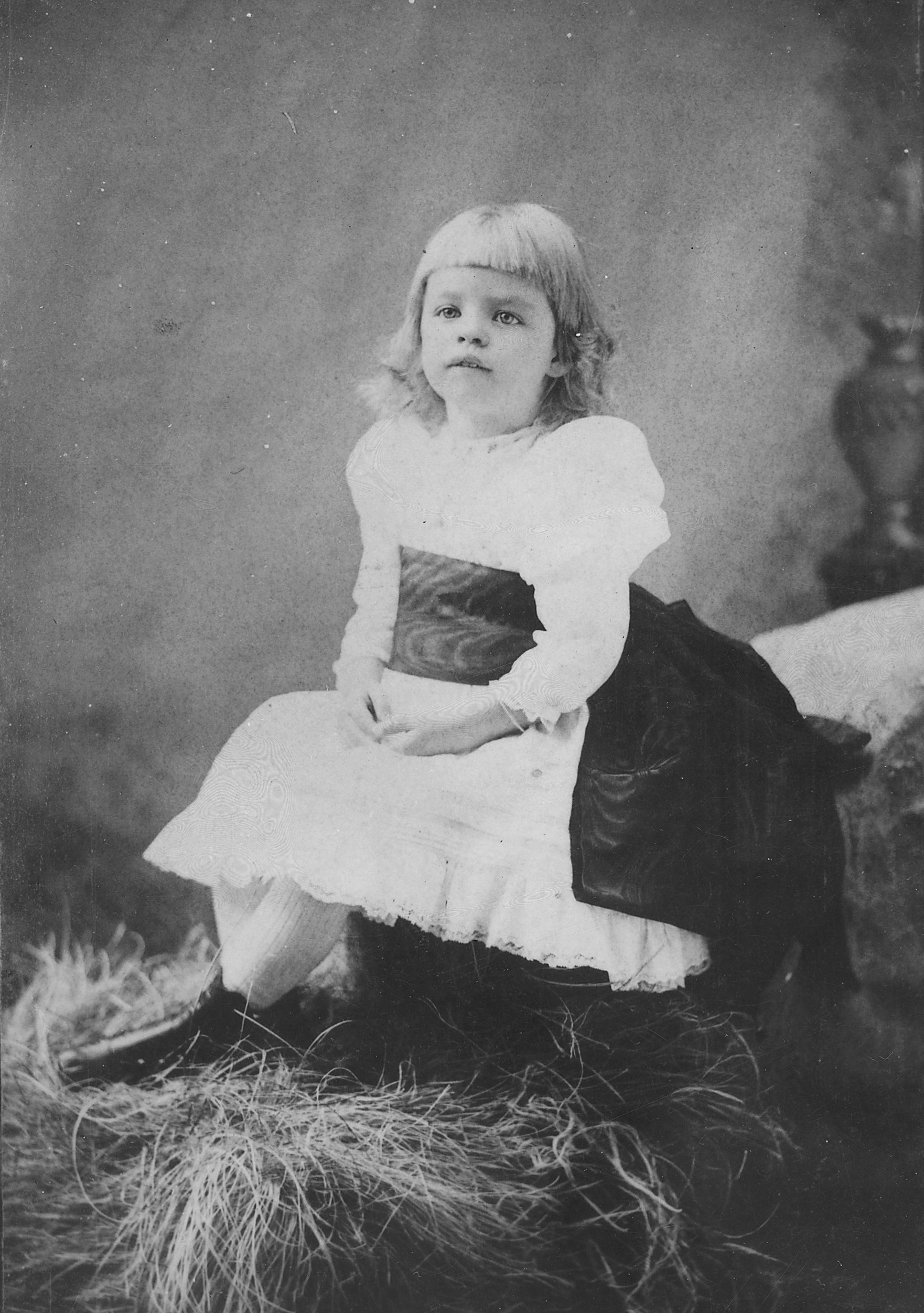
Елеонора Рузвельт у три роки, 1887 рік

19 травня 1887 року дворічна Елеонора була на борту SS Britannic з батьком, матір'ю та тіткою Тіссі, коли він зіткнувся з White Star Liner SS Celtic. Її спустили в рятувальну шлюпку і разом з батьками відвезли на «Селтік» та повернули в Нью-Йорк. Після цієї трагічної події Рузвельт все життя боялася кораблів і моря.
7 грудня 1892 року вона втратила матір, яка померла від дифтерії. Наступного травня від тієї ж хвороби помер Елліотт-молодший. Її батько, алкоголік, ув'язнений у санаторії, помер 14 серпня 1894 року, вистрибнувши з вікна під час білої гарячки. Він вижив після падіння, але помер від судом. Втрати дитинства Рузвельт зробили її схильною до депресії протягом усього життя. Пізніше її брат Голл страждав від алкоголізму. Перед смертю батька він благав її бути щодо нього як мати, і це прохання вона виконувала до кінця його життя. Елеонора дуже любила брата, і коли він вступив до школи Гротон у 1907 році, вона супроводжувала його як наглядачка. Поки він відвідував Гротон, вона писала йому майже щодня, при цьому завжди відчуваючи відтінок провини за те, що у Гола не було більш повноцінного дитинства. Вона отримувала задоволення від успішності Голла в школі та пишалася його академічними досягненнями, серед яких був ступінь магістра інженерії в Гарварді.
Після смерті батьків Елеонора виховувалась у родині бабусі по материнській лінії, Мері Лівінгстон Ладлоу Голл із родини Лівінгстонів у Тіволі, Нью-Йорк. У дитинстві вона була невпевненою, потребувала ласки і вважала себе «гидким каченям». Однак у 14 років Рузвельт писала, що життєві перспективи не повністю залежать від фізичної краси: «Незалежно від того, наскільки простою може бути жінка, якщо на її обличчі відбиті правда та відданість, вона всіх привабить».

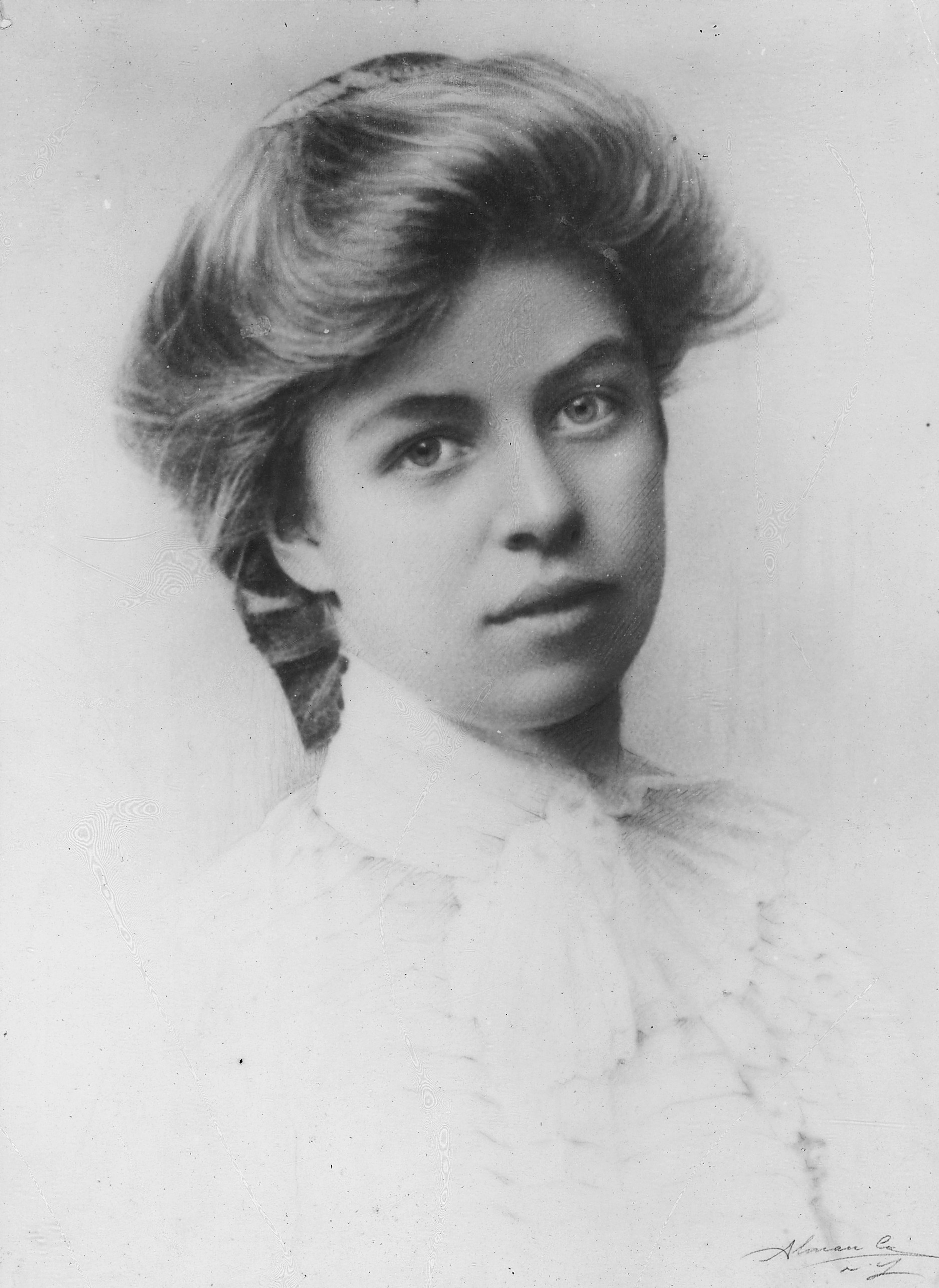
Шкільна фотографія 14-річної Елеонори Рузвельт, 1898 рік

Елеонора навчалася приватно, і за заохочення її тітки Анни «Бамі» Рузвельт у віці 15 років її відправили до Алленсвудської академії, приватної школи у Вімблдоні, Лондон, Англія, де вона навчалася з 1899 до 1902 рік. Директор, Марі Сувестр, була відомим педагогом та лесбійкою, яка прагнула виховати незалежне мислення у молодих жінок. Сувестр особливо зацікавилася Рузвельт, яка навчилася вільно говорити французькою і набула впевненості. Рузвельт і Сувестр підтримували листування до смерті Сувестр у березні 1905 року, після чого Рузвельт поклала портрет Сувестр на її стіл і принесла їй листи із собою. Двоюрідна сестра Рузвельт Корін Дуглас Робінсон, чий перший семестр в Алленсвуді збігався з останнім семестром Рузвельт, сказала, що коли вона прибула до школи, «Рузвельт була у школі „всім“. Її всі любили». Рузвельт хотіла продовжити навчання в Алленсвуді, але в 1902 році її покликала додому бабуся, щоб влаштувати за тогочасними традиціями її світський дебют для подальшого вдалого шлюбу.
У 17 років у 1902 році Елеонора Рузвельт завершила формальну освіту та повернулася до США; її представили на балу дебютанток у готелі Волдорф-Асторія 14 грудня. Пізніше їй дали власну вечірку-«вихід». Одного разу вона сказала про свій дебют у публічній дискусії: «Це було просто жахливо. Звичайно, це була прекрасна вечірка, але я була такою нещасною, тому що дівчина, яка виходить у світ, є абсолютно нещасною, якщо вона не знає всієї молоді. Звичайно, я так довго була за кордоном, що втратила зв'язок з усіма дівчатами, яких знала в Нью-Йорку. Я була нещасною через все це».
Рузвельт була активним членом Молодіжної ліги Нью-Йорка незабаром після її заснування, викладаючи танці та гімнастику в нетрях Іст-Сайду. На організацію звернули увагу Рузвельт її подруга, засновниця організації Мері Гарріман і родич-чоловік, який критикував групу за «залучення молодих жінок до громадської діяльності».
Рузвельт все життя була єпископаткою, регулярно відвідувала служби і була добре знайома з Новим Заповітом. Доктор Гарольд Іван Сміт стверджував, що вона «дуже публічно розповідала про свою віру. У сотнях колонок „Мій день“ і „Якщо ви запитаєте мене“ вона торкалася питань віри, молитви та Біблії».

### Шлюб та діти

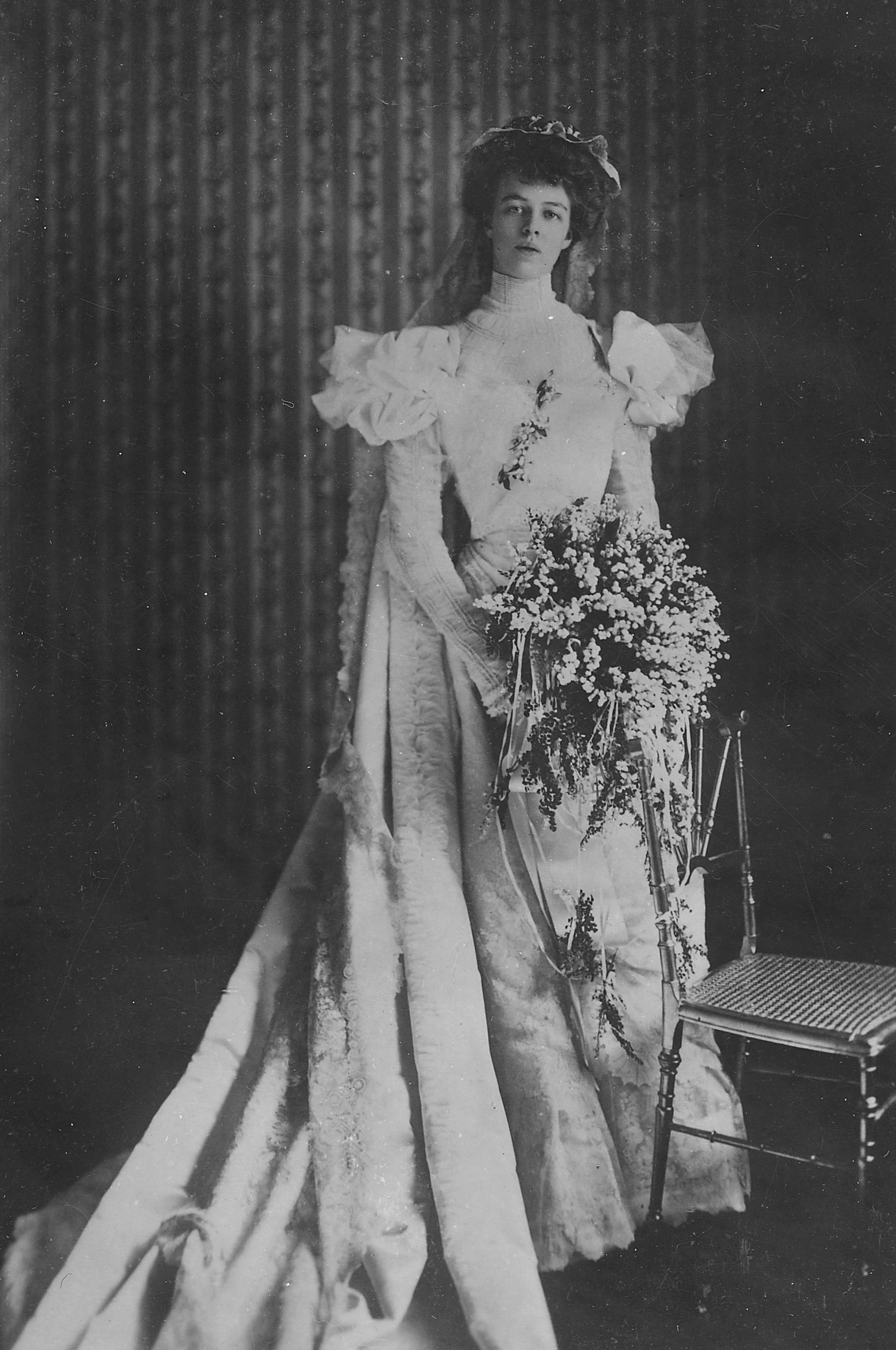
Елеонора Рузвельт у весільній сукні, 1905 рік

Влітку 1902 року Рузвельт зустріла п'ятого двоюрідного брата свого батька, Франкліна Делано Рузвельта, в поїзді до Тіволі, Нью-Йорк. У них зав'язалося таємне листування та роман, і 22 листопада 1903 року вони заручилися. Мати Франкліна, Сара Енн Делано, виступила проти союзу і змусила його пообіцяти, що офіційно про заручини не буде оголошено протягом року. «Я знаю, який біль я завдав тобі», — написав він матері про своє рішення. Однак додав: «Я знаю свій власний розум, і знав це протягом тривалого часу, і знаю, що я ніколи не міг думати інакше». Сара взяла сина в карибський круїз у 1904 році, сподіваючись, що розлука придушить роман, але Франклін залишався рішучим. Дата весілля була призначена з урахуванням графіка президента Теодора Рузвельта, який мав бути в Нью-Йорку на параді до Дня Святого Патріка, і який погодився вести Елеонору до вінця.
Пара одружилася 17 березня 1905 року на весіллі, влаштованому Ендікоттом Пібоді, директором школи Гротона. Подружкою нареченої була її двоюрідна сестра Корінн Дуглас Робінсон. Весілля відбулося в Нью-Йорку. Присутність Теодора Рузвельта на церемонії була новиною на перших сторінках The New York Times та інших газет. Коли його запитали про те, що він думає про союз Рузвельт-Рузвельт, президент сказав: «Це добре, щоб ім'я залишилося в сім'ї». Попередньо пара провела тижневий медовий місяць у Гайд-паркуу, а потім влаштувала прибирання в квартирі в Нью-Йорку. Того літа вони вирушили у офіційний медовий місяць, тримісячне турне Європою.
Повернувшись до США, пара оселилася в будинку в Нью-Йорку, який надала мати Франкліна, а також у другій резиденції в сімейному маєтку з видом на річку Гудзон в Гайд-парку. З самого початку Елеонора Рузвельт мала суперечливі стосунки із суворою свекрухою. Таунхаус, який Сара подарувала їм, був з'єднаний з її власною резиденцією розсувними дверима, і Сара керувала обома домогосподарствами протягом 10 років після одруження сина. На початку Елеонора пережила розлад, під час якого вона пояснила чоловікові, що «мені не подобалося жити в будинку, який ні в якому разі не був моїм, у якому я нічого не робила і який не представляв того, як я хотіла жити», проте мало що змінилося. Сара також намагалася контролювати виховання своїх онуків, і Рузвельт пізніше згадувала, що «діти Франкліна були більше дітьми моєї свекрухи, ніж моїми». Старший син Елеонори Джеймс пам'ятав, як Сара казала своїм онукам: «Ваша мати тільки народила вас, я більше ваша мати, ніж ваша мати».
Рузвельт не любила займатися сексом з чоловіком. Одного разу вона сказала своїй доньці Анні, що це «тяжке випробування». Вона також вважала себе непридатною для материнства, пізніше писала: «Мені не природньо було розуміти маленьких дітей або радіти їм». У цьому шлюбі, попри те, за 10 років (з 1906 по 1916) Елеонора Рузвельт народила шестеро дітей (одна дитина померла в дитинстві):
- Елеонора Рузвельт із чоловіком і першими двома дітьми, 1908 рікАнна Елеонора Рузвельт (1906—1975)
- Джеймс Рузвельт II (1907—1991)
- Франклін Рузвельт (1909—1909)
- Елліот Рузвельт (1910—1990)

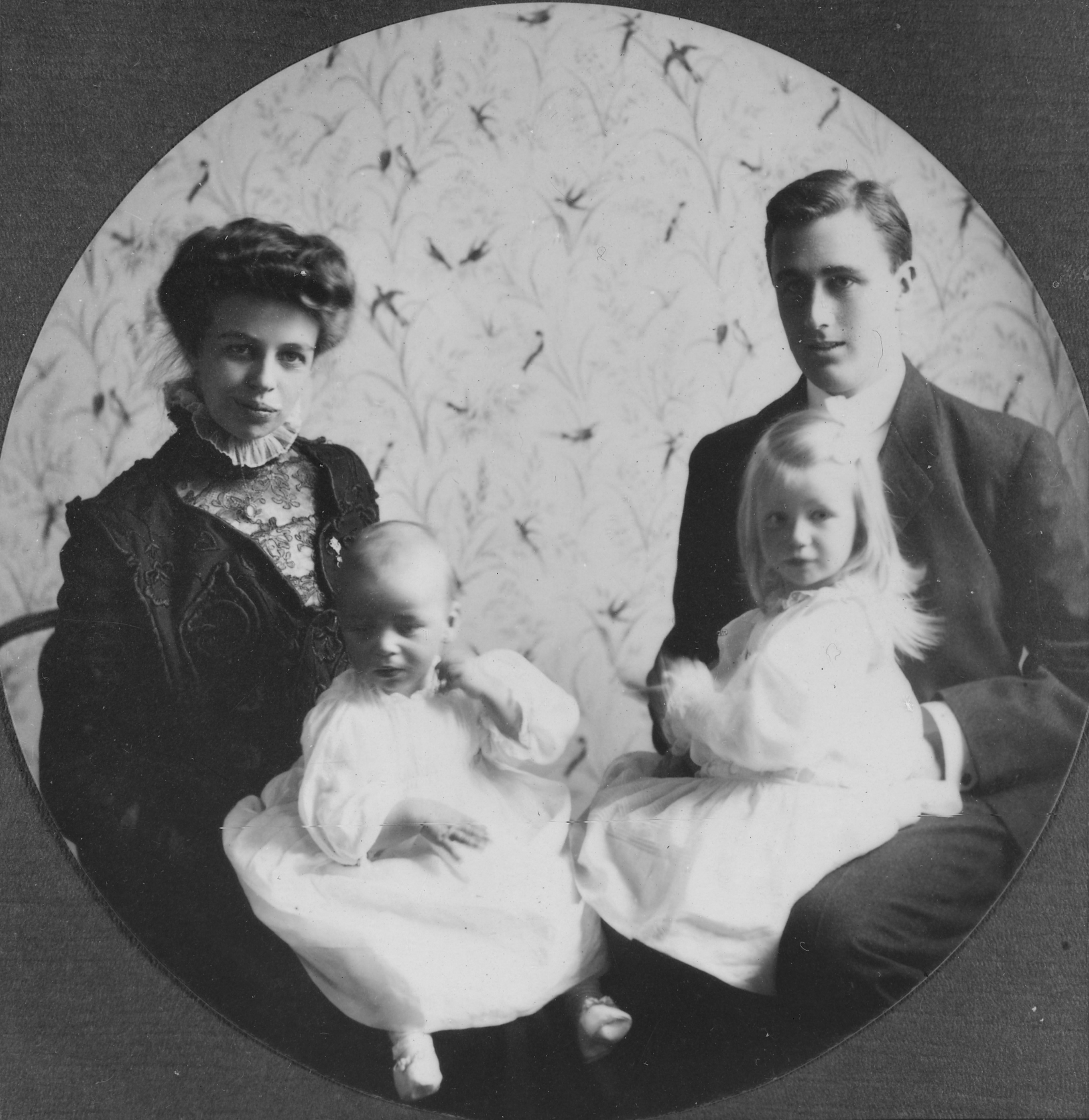
Елеонора Рузвельт із чоловіком і першими двома дітьми, 1908 рік

- Франклін Делано Рузвельт молодший (1914—1988)
- Джон Аспінволл Рузвельт (1916—1981)

У вересні 1918 року Рузвельт розпаковувала одну з валіз чоловіка і виявила пачку любовних листів до нього від його соціальної секретарки Люсі Мерсер, зарадя якої він думав залишити дружину. Однак під тиском з боку його політичного радника Луїса Гова та його матері, яка погрожувала позбавити Франкліна спадщини, якщо він розлучиться, пара залишилася у шлюбі. З цього моменту їхній союз був більше політичним партнерством. Розчарувавшись у чоловікові, Елеонора Рузвельт знову стала активною в громадському житті та все більше зосереджувалася на соціальній роботі, ніж на ролі дружини.
У серпні 1921 року родина відпочивала на острові Кампобелло, Нью-Брансвік, Канада, коли у чоловіка діагностували паралітичну хворобу поліомієліт. Під час хвороби Рузвельт доглядала чоловіка, чим, ймовірно, врятувала йому життя. Його ноги лишились паралізованими, і коли ступінь його інвалідності став очевидним, Рузвельт вела тривалу боротьбу зі свекрухою за своє майбутнє, переконуючи чоловіка залишитися в політиці, тоді як Сара наполягала, щоб він пішов у відставку і став сільським джентльменом. Лікар Франкліна, доктор Вільям Кін, високо оцінив відданість Рузвельт чоловіку під час його хвороби. «Ви були рідкісною дружиною і дуже відважно винесли свій важкий тягар», — сказав він, проголосивши її «однією з моїх героїнь».
Це стало переломним моментом у тривалій боротьбі Елеонори та Сари, і в міру зростання публічної ролі Елеонори Рузвельт вона все більше вивільнялася з-під контролю свекрухи. Напруженість між ними через її нових політичних друзів зросла до того, що родина побудувала котедж у Вел-Кіллі, в якому Елеонора та її гості жили, коли чоловік та діти були далеко від Гайд-парку. Сама Рузвельт назвала це місце Вел-Кілл, у вільному перекладі як «водоспад-потік» з голландської, загальної для перших європейських поселенців регіону. Чоловік заохочував Рузвельт розвивати цю власність як місце, де вона могла б реалізувати деякі зі своїх ідей щодо роботи взимку для сільських робітників і жінок. Щороку, коли Рузвельт влаштовувала пікнік у Вел-Кіллі для хлопців-правопорушників, її онука Елеонора Рузвельт Сігрейвс допомагала їй. Вона усе життя була поруч з бабусею. Сігрейвс зосередила свою кар'єру виховательки та бібліотекарки на підтримці багатьох справ, які розпочав і підтримувала Елеонора Рузвельт.
У 1924 році Елеонора Рузвельт виступала за демократа Альфреда Сміта в його успішній спробі переобратися на посаду губернатора штату Нью-Йорк проти кандидата від Республіканської партії, її двоюрідного брата Теодора Рузвельта-молодшого. Теодор-молодший їй цього ніколи не пробачив. Тітка Елеонори, Анна «Бамі» Рузвельт Коулз, після виборів публічно порвала з нею всі стосунки. Вона написала Рузвельт: «Я просто ненавиджу, щоб Елеонора виглядала так, як вона виглядає. Хоча вона ніколи не була красивою, вона завжди справляла на мене чарівний вплив, але, на жаль, і бракує! Оскільки політика стала її найбільшим інтересом, уся її чарівність зникла …». Рузвельт відкинула критику Беймі, назвавши її «старою жінкою». Проте Беймі та Рузвельт зрештою помирилися.
Старша донька Теодора Аліса також порвала з Рузвельт через її передвиборчу кампанію. Аліса та її двоюрідний брат помирилися після того, як останній написав Алісі втішного листа після смерті доньки Аліси, Пауліни Лонгворт.
Елеонора Рузвельт і її дочка Анна розійшлися після того, як вона взяла на себе деякі соціальні обов'язки матері в Білому домі. Стосунки були ще більш напруженими, бо в лютому 1945 року Елеонора відчайдушно хотіла поїхати з чоловіком до Ялти (за два місяці до його смерті), але замість неї він узяв з собою Анну. Кілька років потому вони помирилися і співпрацювати в численних проєктах. Анна піклувалася про матір, коли та була смертельно хвора в 1962 році.
Син Рузвельт Елліотт написав численні книги, в тому числі таємничу серію, в якій його мати була детективом. Однак ці загадкові вбивства дослідив і написав Вільям Гарінгтон. Вони тривали до смерті Гарінгтона в 2000 році, через 10 років після смерті Елліотта. Разом з Джеймсом Бро Елліотт також написав дуже особисту книгу про своїх батьків під назвою «Рузвельти з Гайд-Парку: Нерозказана історія», в якій він розкрив подробиці сексуального життя своїх батьків, у тому числі стосунки батька з коханкою Люсі Мерсер і секретаркою Маргеріт, а також графічні деталі хвороби, яка скалічила його батька. Опублікована в 1973 році біографія також містить цінну інформацію про балотування його батька на пост віцепрезидента, його підйом до посади губернатора Нью-Йорка та його президентства в 1932 році, зокрема за допомогою Луїса Гоу. Коли Елліотт опублікував цю книгу в 1973 році, Франклін Делано Рузвельт-молодший очолив сім'ю, яка засудила його; книга була люто відкинута всіма братами і сестрами Елліотта. Інший з дітей Рузвельт, Джеймс, опублікував книгу «Мої батьки, відмінний погляд» (разом з Біллом Ліббі, 1976), яка була частково написана як відповідь на книгу Елліотта. Продовження «Нерозказаної історії» з Джеймсом Бро, опубліковане в 1975 році під назвою «Побачення з долею», перенесло сагу про Рузвельта до кінця Другої світової війни. «Мати Р.: Нерозказана історія» Елеонори Рузвельт, також з Брау, була опублікована в 1977 році. У 1984 році вийшов фільм Елеонор Рузвельт з «Любов: пам'ять про сторіччя».

### Стосунки з жінками
Елеонора Рузвельт мала близькі стосунки зі своєю тіткою, Мод Лівінгстон Голл. Молодша сестра матері Елеонор, Мод, була лише на шість років старша за Елеонору, і вони виросли разом у домі матері Мод, бабусі Елеонори. Їхні стосунки були скоріше сестринськими, ніж між тіткою та племінницею. Після того, як Мод розлучилася з першим чоловіком, чемпіоном зі гри в поло Лоуренсом Вотербері, у 1912 році, у 1914 вона одружилася з драматургом та романістом Девідом Греєм, на невеликій церемонії, на якій були присутні лише Елеонора та адвокат родини Рузвельтів Джон М. Геккет. Подружжя підтримувало тісні стосунки з Елеонорою та її чоловіком, і Елеонора відіграла важливу роль в успішному відстоюванні призначення Девіда Грея міністром США у справах Ірландії; посада, яку він обіймав під час Другої світової війни з 1940 по 1947 рр.

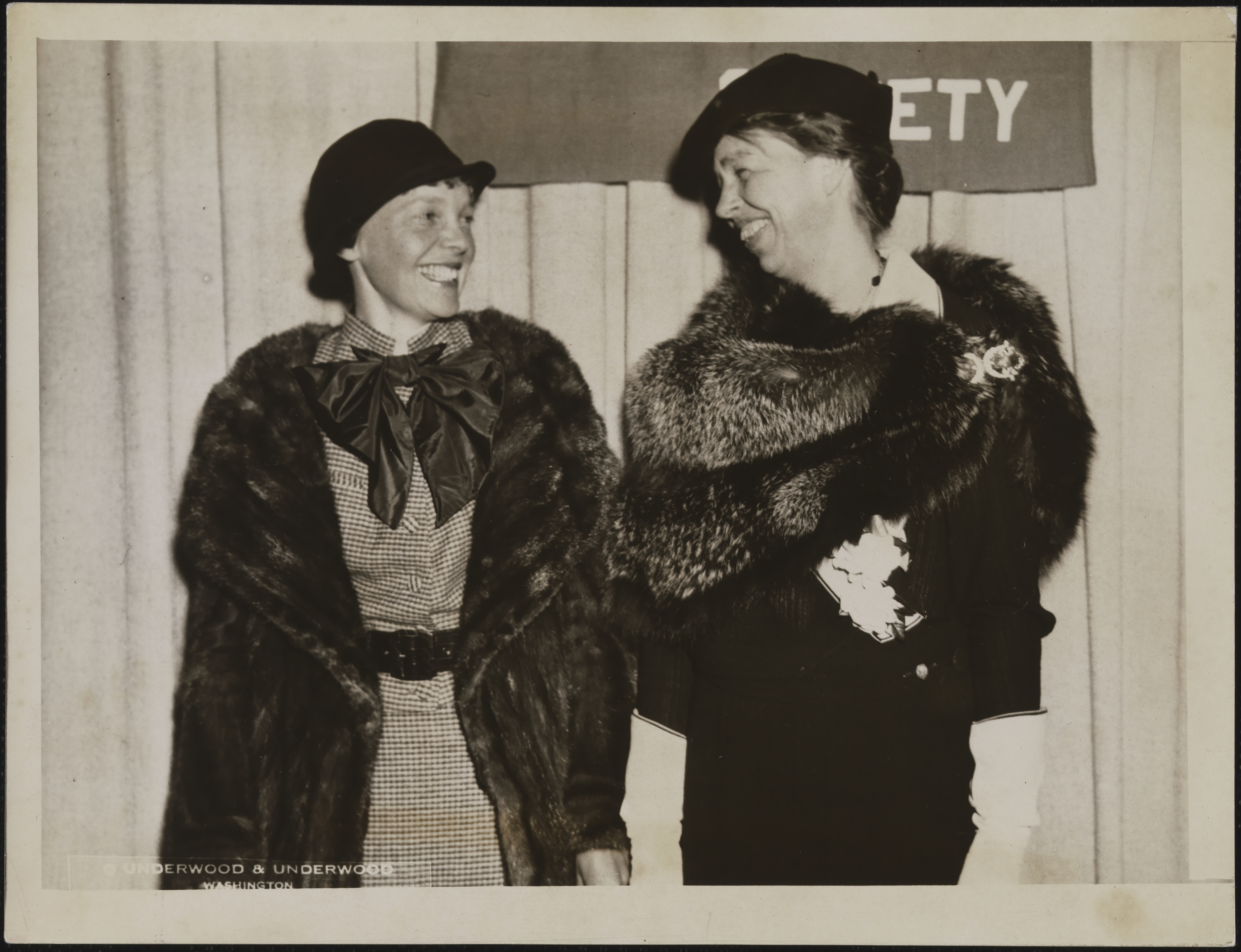
Елеонора Рузвельт та Амелія Ергарт, 2 березня 1935

У 1930-х роках Елеонора Рузвельт мала романтичні стосунки з авіаторкою, письменницею та феміністкою Амелією Ергарт (1897—1937). Одного разу вони прокралися з Білого дому та пішли на вечірку, одягнені відповідно до нагоди. Після польоту з Ергарт Рузвельт отримала дозвіл навчатися літати, але не втілила ці плани в життя. Чоловік не був за те, щоб Елеонора стала пілотом. Проте протягом життя Рузвельт часто спілкувалася з Ергарт.

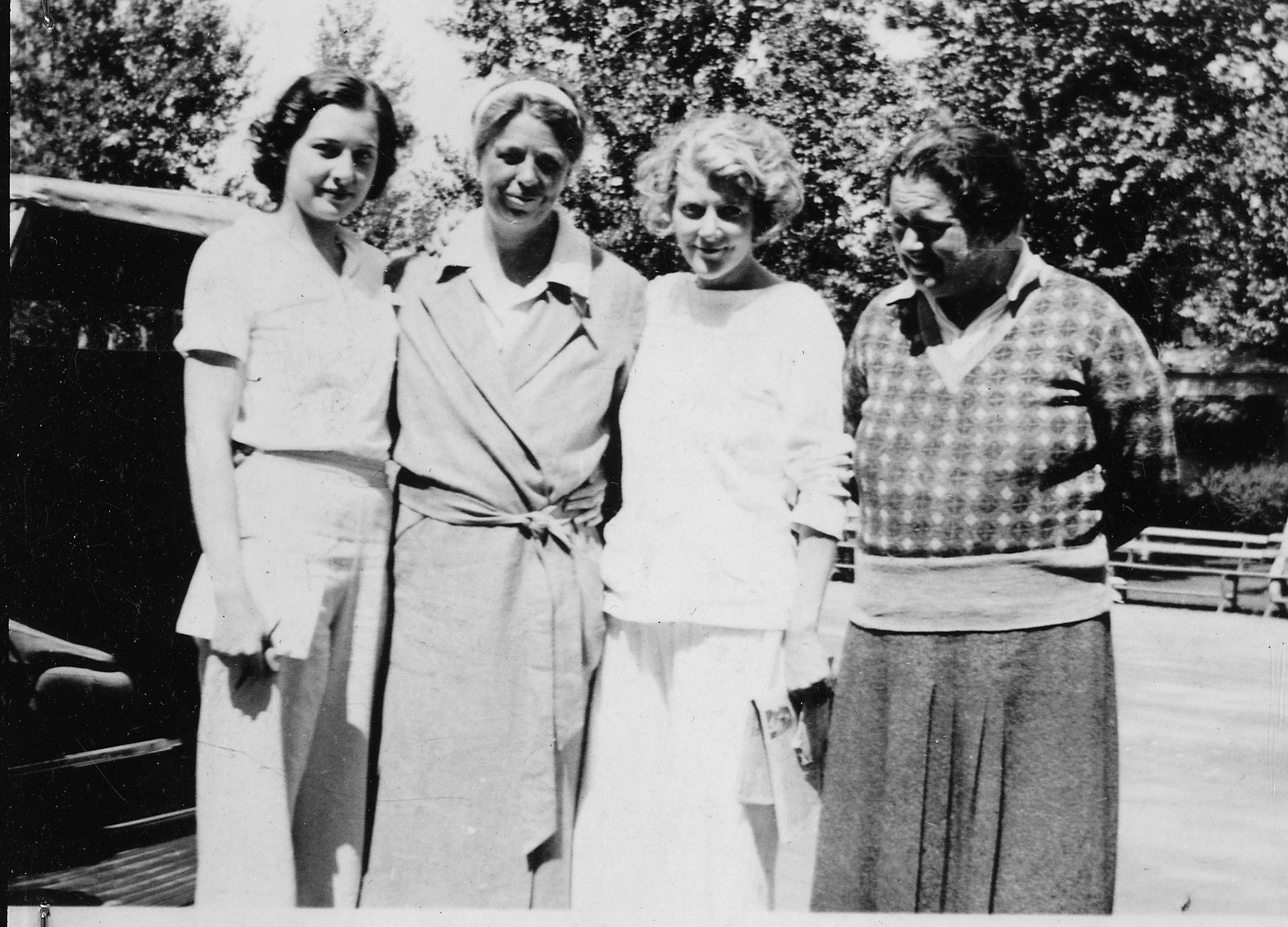
Елеонора Рузвельт (друга зліва) та (крайня справа), 1933

Елеонора Рузвельт також мала стосунки з репортеркою-лесбійкою Associated Press (AP) Лореною Гікок (1893—1968), яка висвітлювала її протягом останніх місяців президентської кампанії та «шалено закохалася в неї». Протягом цього періоду Рузвельт щодня писала листи по 10-15 сторінок «Гіці», яка планувала написати біографію першої леді. У листах були такі слова, як: «Я хочу обійняти тебе й поцілувати в куточок твого рота» і «Я не можу тебе поцілувати, тому я цілую твою „картинку“ на добраніч і добрий ранок!». Під час інавгурації чоловіка в 1933 році Рузвельт носила каблучку із сапфіром, яку їй подарувала Гікок. Директор ФБР Джон Едгар Гувер зневажав лібералізм Рузвельт, її позицію щодо громадянських прав і критику тактики стеження Гувером як нею, так і її чоловіком, бо Гувер вів велике досьє на Рузвельт, яке в біографічному фільмі Дж. Едгар (2011) вказує на компрометуючі докази цих стосунків, якими Гувер мав намір шантажувати Елеонору. Скомпрометована як репортерка, Гікок незабаром залишила свою посаду в AP, щоб бути ближче до Рузвельт, яка забезпечила їй роботу слідчої в програмі «Новий курс».

Щодо сексуальних стосунків Рузвельт та Гікок, однак, точилися значні суперечки. У пресслужбі Білого дому тоді було відомо, що Гікок була лесбійкою. Науковці, зокрема Ліліан Фейдерман і Гейзел Ровлі, стверджували, що у стосунках був фізичний компонент, тоді як біограф Гікок Доріс Фабер стверджувала, що наклепні фрази ввели істориків в оману. Доріс Гудвін у своїй розповіді про Рузвельтів, яка отримала Пулітцерівську премію 1994 року, заявила, що «чи виходили Гік і Елеонора далі поцілунків і обіймів», неможливо точно визначити. Елеонора була близькою подругою кількох лесбійських пар, таких як Ненсі Кук і Маріон Дікерман, а також Естер Лейп і Елізабет Фішер Рід. Марі Сувестр, вчителька дитинства Елеонори, яка справила значний вплив на її подальше мислення, також була лесбійкою. Фабер опублікувала частину листування Рузвельт та Гікок в 1980 році, але заявила, що закохані фрази Рузвельт були лише «незвичайно запізнілою закоханістю школярки». Дослідниця Лейла Дж. Рупп розкритикувала аргумент Фабера, назвавши її книгу «дослідженням гомофобії» та стверджуючи, що Фабер мимоволі представляла «сторінку за сторінкою докази, які окреслюють ріст і розвиток любовних стосунків між двома жінками». У 1992 році біограф Елеонори Рузвельт Бланш Візен Кук доводила, що стосунки були романтичними, що привернуло увагу країни. У нарисі Рассела Бейкера 2011 року, який оглядає дві нові біографії Рузвельт у New York Review of Books («Франклін і Елеонора: надзвичайний шлюб», Гейзел Роулі, та «Елеонора Рузвельт: трансформаційна перша леді», Морін Х. Бізлі), зазначено: «Що Стосунки з Гікок справді були еротичними, тепер здається незаперечним, враховуючи те, що відомо про листи, якими вони обмінювалися».

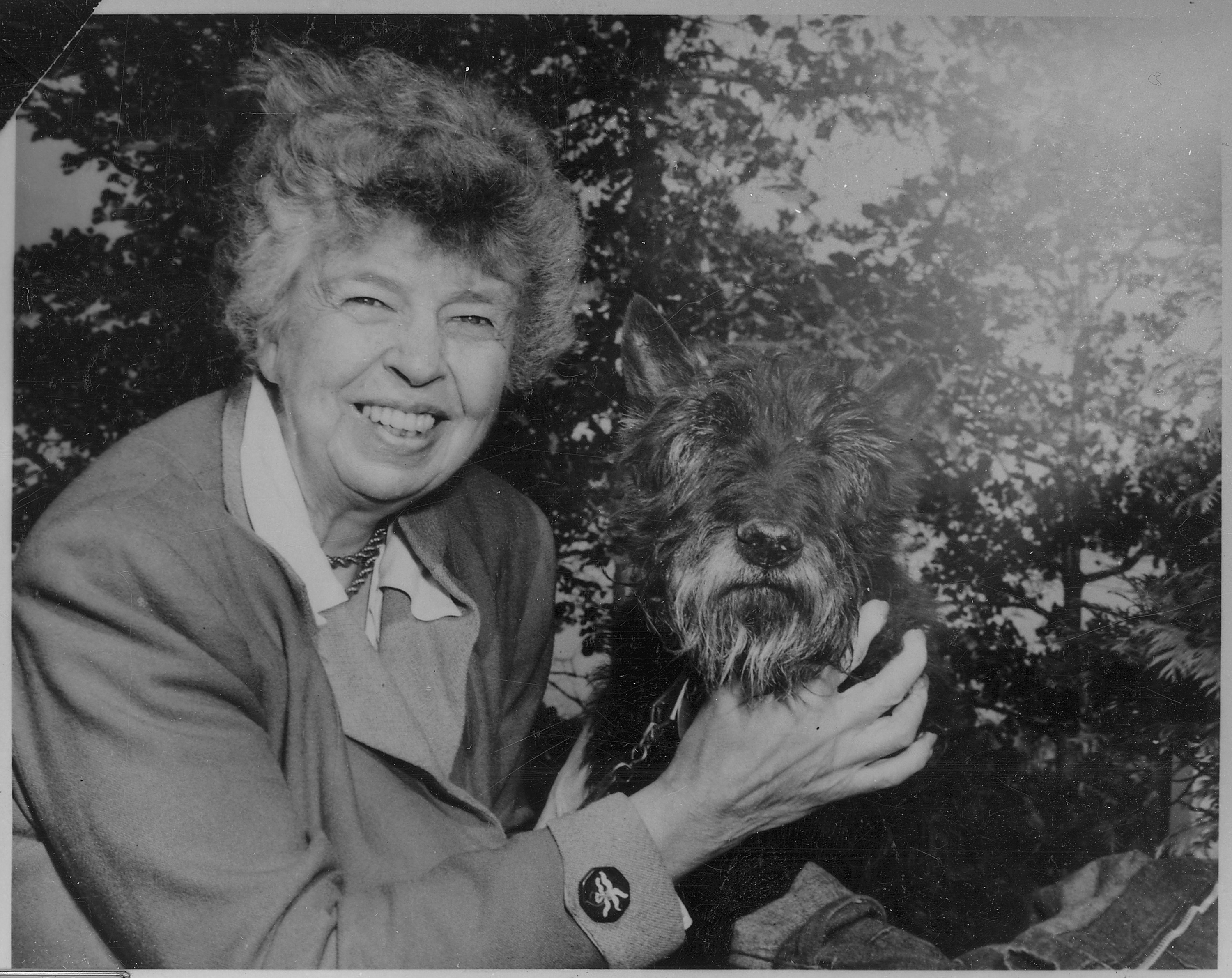
Рузвельт зі своїм собакою Фала в 1951 році

У ті ж роки вашингтонські плітки пов'язували Елеонору романтично з адміністратором Нового курсу Гаррі Гопкінсом, з яким вона тісно співпрацювала. Рузвельт також тісно дружила із сержантом поліції штату Нью-Йорк Ерлом Міллером, якого президент призначив її охоронцем. Рузвельт було 44 роки, коли у 1929 році вона зустріла 32-річного Міллера. Він став її другом, а також її офіційним супроводом, навчаючи її різним видам спорту, таким як дайвінг і верхова їзда, і тренував її з тенісу. Біограф Бланш Візен Кук пише, що Міллер був «першою романтичною участю» Елеонори у її середні роки. Гейзел Роулі робить висновок: «Немає сумніву, що Елеанора певний час була закохана в Ерла… Але навряд чи вони мали „роман“».
Дружба Елеонори з Міллером відбулася в той самий час, коли її чоловік, за чутками, мав стосунки зі своєю секретаркою Маргеріт «Міссі» Лехенд. Сміт пише: «Надзвичайно те, що як EР, так і Франклін визнали, прийняли та заохочували цю домовленість… Елеонора та Франклін були вольовими людьми, які дуже дбали про щастя одне одного, але усвідомлювали свою власну неспроможність забезпечити його». Кажуть, що відносини між Рузвельт і Міллером тривали до її смерті в 1962 році. Вважається, що вони листувалися щодня, але всі листи втрачені. За чутками, листи були анонімно куплені та знищені, або замкнені, коли вона померла.
Елеонора була давньою подругою американської суфражистки Керрі Чепмен Кетт і в 1941 році вручала їй нагороду Chi Omega в Білому домі.

### Зміна ставлення до євреїв
У 1918 році Елеонора Рузвельт особисто виявила огиду до багатих євреїв, сказавши своїй свекрусі, що «єврейська партія [була] жахливою… Я ніколи більше не хочу чути згадки про гроші, коштовності чи соболів». Коли вона стала співвласницею школи Тодгантеру Нью-Йорку, до неї прийняли обмежену кількість євреїв. Більшість учнів були протестантами з вищого класу, і Рузвельт сказала, що дух школи «був би іншим, якби у нас була надто велика частка єврейських дітей». Вона сказала, що проблема полягає не лише в кількості, а й у якості, оскільки євреї були «дуже несхожі на нас самих» і ще не стали достатньо американськими. Її антисемітизм поступово пішов на спад, особливо в міру того, як зростала її дружба з Бернардом Барухом. Після Другої світової війни вона стала сильно підтримувати  Ізраїль, яким захоплювалася за його відданість цінностям Нового курсу.

## Громадська діяльність до Білого дому
На президентських виборах 1920 року чоловік Рузвельт був висунутий напарником кандидата в президенти від Демократичної партії Джеймса М. Кокса. Елеонора приєдналася до нього в турне країною, зробивши свої перші виступи передвиборчої кампанії. Кокс зазнав поразки від республіканця Воррена Гардінга, який переміг з 404 голосами виборців проти 127.
Від початку його паралічу у 1921 році Рузвельт почала бути дублером недієздатного чоловіка, виступаючи на публіці від його імені, часто під ретельним тренуванням Луїса Гоу. Вона також почала співпрацювати з Жіночою профспілковою лігою (Women's Trade Union League — WTUL), збираючи кошти на підтримку цілей профспілки: 48-годинний робочий тиждень, мінімальна заробітна плата та скасування дитячої праці. Протягом 1920-х років Рузвельт став все більш впливовим як лідер Демократичної партії штату Нью-Йорк. Франклін використовував свої контакти серед жвнок у Демократичній партії, щоб зміцнити своє становище серед них, заручившись їхньою відданою підтримкою на майбутнє.
У 1924 році Елеонора агітувала за демократа Альфреда Сміта в його успішній спробі переобратися на посаду губернатора штату Нью-Йорк проти кандидата від Республіканської партії та свого двоюрідного брата Теодора Рузвельта-молодшого. Франклін висловився про «жалюгідну історію» Теодора як помічника міністра ВМС під час скандалу з Teapot Dome, і у відповідь Теодор сказав про нього: «Він дивак! Він не носить бренд нашої родини», що розлютило Елеонору. Вона переслідувала Теодора під час виборчої кампанії в штаті Нью-Йорк в автомобілі, оснащеному капотом із пап'є-маше у формі гігантського чайника, створеного для імітації пару (щоб нагадати виборцям про передбачувану, але пізніше спростовану причетність Теодора до скандалу), і відповіла на його промови своїми власними словами, назвавши його незрілим. Пізніше вона засуджувала ці методи, визнаючи, що вони були нижчими за її гідність, але говорила, що вони були вигадані «брудними шахраями» Демократичної партії. Теодор був переможений 105 000 голосами, і ніколи не пробачив Елеонору. До 1928 року Рузвельт просувала кандидатуру Сміта на пост президента і висунула Франкліна кандидатом від Демократичної партії на пост губернатора Нью-Йорка на заміну Сміту. Хоча Сміт програв президентську гонку, Франклін переміг, і Рузвельти переїхали в губернаторський маєок в Олбані, Нью-Йорк. Під час перебування Франкліна на посаді губернатора Рузвельт багато подорожувала штатом, щоб виголошувати промови та інспектувати державні установи від його імені, звітуючи йому про свої висновки в кінці кожної поїздки.
У 1927 році вона з подругами Маріон Дікерман і Ненсі Кук купила Тодхантерську школу для дівчат, яка також пропонувала підготовчі курси до коледжу в Нью-Йорку. У школі Рузвельт викладала курси американської літератури та історії на вищому рівні, наголошуючи на незалежній думці, поточних подіях і соціальній активності. Вона продовжувала викладати три дні на тиждень, поки її чоловік був губернатором, але була змушена залишити викладання після його обрання президентом.
У 1927 році Елеонора Рузвельт заснувала Вал-Кілл Індастріз разом з Кук, Дікерман і Керолайн О'Дей, трьома подругами, з якими вона познайомила під час діяльності в Жіночому відділі Демократичної партії штату Нью-Йорк. Він розташовувався на березі струмка, який протікав через маєток родини Рузвельтів у Гайд-парку, Нью-Йорк. Рузвельт та її ділові партнери профінансували будівництво невеликої фабрики, щоб забезпечити додатковий дохід для місцевих фермерських сімей, які виготовляли меблі, олов'яну та домоткану тканину традиційними ремісничими методами. Користуючись популярністю колоніального відродження, більшість продуктів Вал-Кілл були створені за зразком форм XVIII століття. Рузвельт пропагувала Вел-Кілла через інтерв'ю та публічні виступи. Вал-Кілл Індастріз ніколи не стала програмою прожиткового мінімуму, яку уявляли Рузвельт та її компаньйонки, але вона проклала шлях до більш масштабних ініціатив Нового курсу під час президентської адміністрації Франкліна. Погіршене здоров'я Кук і тиск Великої депресії змусили жінок розірвати партнерство в 1938 році, тоді Рузвельт перетворила будівлі магазину на котедж у Вел-Кіллі, який згодом став її постійним місцем проживання після смерті чоловіка в 1945 році. Отто Бегг придбав майно фабрики та використання імені Вел-Кілл, щоб продовжувати виготовляти меблі в колоніальному стилі, поки не вийшов на пенсію в 1975 році. У 1977 році котедж Рузвельт у Вел-Кіллі та його навколишнє майно площею 181 акрів (0,73 км2) було офіційно визначено актом Конгресу Національним історичним місцем Елеонори Рузвельт, «щоб вшанувати освіту, натхнення та життя та діяльність видатної жінки в американській історії на благо нинішніх і майбутніх поколінь».

## Перша леді США (1933—1945)
4 березня 1933 року під час інавгурації Франкліна Елеонора Рузвельт стала першою леді Сполучених Штатів. Знаючи всіх попередніх перших леді ХХ століття, вона була серйозно пригнічена тим, що їй довелося взяти на себе цю роль, яка традиційно обмежувалася домашніми справами та господарюванням. Її безпосередня попередниця, Лу Гувер, припинила свою феміністичну активність, ставши першою леді, заявивши про свій намір бути лише «тлом для Берті». Засмучення Елеонори через ці прецеденти було настільки серйозним, що Гікок назвала свою біографію Рузвельт підзаголовком «Неохоча перша леді».
За підтримки Гоу і Гікок Елеонора вирішила переосмислити свою позицію. За словами її біографа Бланш Візен Кук, вона стала «найбільш суперечливою першою леді в історії Сполучених Штатів». Попри критику на їхню адресу, за сильної підтримки чоловіка вона продовжувала вести активний бізнес і виступи, які розпочала ще до того, як обійняти роль першої леді в епоху, коли мало одружених жінок робили кар'єру. Вона була першою дружиною президента, яка проводила регулярні пресконференції, а в 1940 році стала першою, хто виступила на національному партійному з'їзді. Вона також писала щоденну та широко розповсюджену газетну колонку «Мій день», ще одна перша активність для дружини президента. Вона також стала першою першою леді, яка писала щомісячну журнальну колонку та вела щотижневе радіошоу.
У перший рік президентства чоловіка Рузвельт була налаштована відповідати його президентській зарплаті й заробила 75 000 доларів на своїх лекціях і письмі, більшу частину яких вона віддала на благодійність. До 1941 року вона отримувала гонорари за лекції в розмірі 1000 доларів і отримала почесне членство Фі Бета Каппа на одній зі своїх лекцій, щоб відзначити її досягнення.
За 12 років роботи в Білому домі Елеонора Рузвельт мала розгалужений графік поїздок, часто з'являючись на робочих зборах, щоб запевнити працівників епохи Великої депресії, що Білий дім пам'ятає про їхнє становище. В одній відомій карикатурі того часу з журналу «Нью-Йоркер» (3 червня 1933 р.), яка сатирично описує її візит на шахту, здивований шахтар, вдивляючись у темний тунель, каже колезі: «Заради Бога, а ось і місіс Рузвельт!».

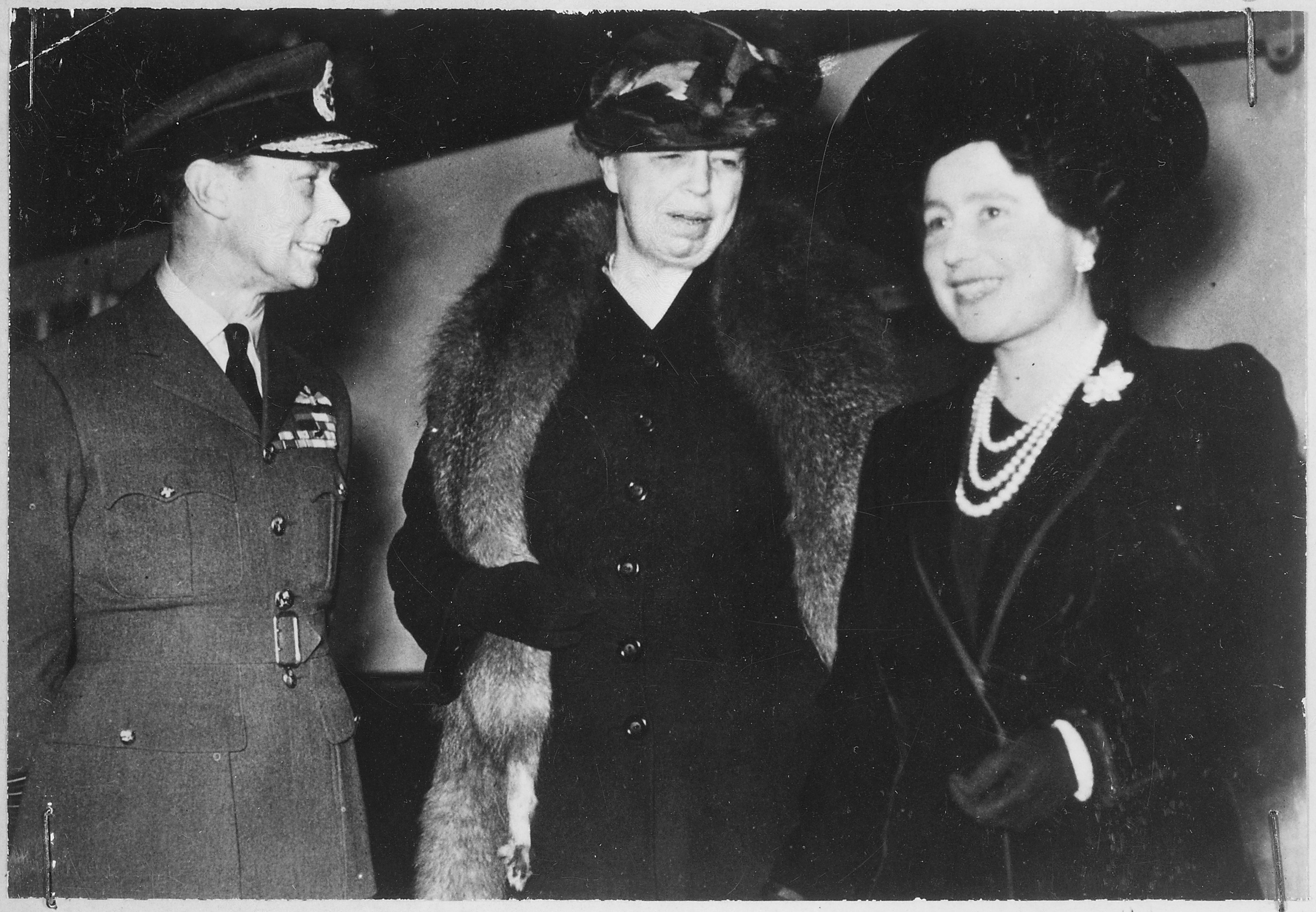
Елеонора Рузвельт (у центрі), король Георг VI і королева Єлизавета в Лондоні, 23 жовтня 1942 р.

На початку 1933 року «Бонусна армія», група протесту ветеранів Першої світової війни, вдруге за два роки пройшла маршем до Вашингтона, вимагаючи дострокового вручення бонусних сертифікатів ветеранам. Минулого року президент Гувер наказав їх розігнати, а кавалерія армії США атакувала ветеранів і закидала їх сльозогінним газом. Цього разу Елеонора Рузвельт відвідала ветеранів у їхньому брудному таборі, вислухавши їхні хвилювання та співаючи з ними армійські пісні. Зустріч розрядила напругу між ветеранами та адміністрацією, і один із учасників маршу пізніше прокоментував: «Гувер послав армію. [Президент] Рузвельт послав свою дружину».
У 1933 році після того, як Рузвельт стала першою леді, нову чайно-гібридну троянду назвали на її честь (Rosa x hybrida «Mrs. Franklin D. Roosevelt»).
У 1937 році вона почала писати автобіографію, усі томи якої були зібрані в «Автобіографію Елеонори Рузвельт» у 1961 році (Harper & Brothers ,ISBN 0-306-80476-X).
З 1982 року Дослідницький інститут Сієнського коледжу періодично проводить опитування, просячи істориків оцінити перших леді США за кумулятивним балом за такими незалежними критеріями, як походження, інтелект, цінність для країни, те, що вони «свої жінки», чесність, досягнення, відвага, лідерство, суспільний імідж і цінність для президента. Історики-учасники оцінили Рузвельт як першу леді, яка найкраще оцінюється в кожному з п’яти таких опитувань. У дослідженні 2003 року Рузвельт отримала найвищу оцінку за 9 з 10 критеріїв (попереднє минуле, цінність для країни, інтелект, бути «своєю жінкою», чесність, досягнення, відвага, лідерство та цінність для президента). Вона посіла друге місце в іншій категорії (публічний імідж), поступаючись лише Жаклін Кеннеді Онассіс. В опитуванні 2008 року Рузвельт посіла перше місце за 8 з 10 критеріїв (розум, мужність, цінність для країни, бути «своєю жінкою», чесність, досягнення, цінність для президента та лідерство) і друге за двома іншими категоріями (фон і публічне зображення) позаду Жаклін Кеннеді. У додаткових питаннях, включених до опитування 2014 року, історики оцінили Рузвельт як найкращу серед перших леді ХХ та ХХІ століть щодо просування проблем жінок, політичного активізму, сильного публічного спілкування, державної служби після відходу з посади, а також створення тривалої спадщини. Крім того, її було визнано другою першою леді, яку історики легко уявляють на президентській посаді. У дослідженні 2014 року Рузвельт і її чоловік також отримали найвищий рейтинг серед перших пар з точки зору того, що вони «владна пара».

### Американський молодіжний конгрес і Національне управління у справах молоді
Американський молодіжний конгрес (American Youth Congress - AYC) був створений у 1935 році для захисту прав молоді в політиці США, і він відповідав за внесення Білля про права молоді до Конгресу США. Відносини Елеонори Рузвельт з AYC зрештою призвели до створення Національної молодіжної адміністрації, агентства Нового курсу в США, заснованого в 1935 році, яке зосередилося на забезпеченні роботою та освітою американців віком від 16 до 25 років. NYA очолив Обрі Вілліс Вільямс, видатний ліберал з Алабами, близький до Рузвельта та Гаррі Гопкінса. Говорячи про NYA у 1930-х роках, Рузвельт висловила своє занепокоєння щодо віку, заявивши, що «я живу в справжньому жаху, коли думаю, що ми можемо втрачати це покоління. Ми повинні залучити цих молодих людей до активного життя громади та змусити вони відчувають, що вони необхідні». У 1939 році Комітет Дієса викликав до суду лідерів AYC, які, окрім того, що служили в AYC, також були членами Ліги комуністів молоді. Елеонора Рузвельт була присутня на слуханнях, а потім запросила викликаних свідків до Білого дому під час їхнього перебування у Вашингтоні, округ Колумбія. Джозеф П. Леш був одним із її гостей. 10 лютого 1940 року члени AYC, як гості Рузвельт як першої леді, відвідали пікнік на галявині Білого дому, де до них звернувся Франклін з Південного портика. Президент закликав їх засуджувати не лише нацистський режим, але й усі диктатури. Повідомляється, що група освистала президента. Після цього багато тих же молодих людей пікетували Білий дім як представники Американської мобілізації миру. Серед них був Джозеф Кедден, один із гостей у Рузвельта. Пізніше в 1940 році, попри публікацію Елеонори Рузвельт її причин «Чому я все ще вірю в Молодіжний конгрес», Американський молодіжний конгрес був розпущений. NYA було закрито в 1943 році.

### Шахтарська праця в Артурдейлі
Головним проєктом Елеонори Резвельт протягом перших двох термінів правління її чоловіка було створення запланованої громади в Артурдейлі, Західна Вірджинія. 18 серпня 1933 року, за наполяганням Гікок, Рузвельт відвідала сім'ї бездомних шахтарів у Моргантауні, Західна Вірджинія, які були занесені до чорного списку через профспілкову діяльність. Глибоко вражена візитом, вона запропонувала створити спільноту для переселення шахтарів у Артурдейл, де вони могли б заробляти на життя натуральним господарством, ремеслами та місцевим заводом. Вона сподівалася, що проєкт може стати моделлю для «нового типу спільноти» в США, де про працівників будуть піклуватися краще. Її чоловік з ентузіазмом підтримав проєкт.
Після початкового, катастрофічного експерименту зі збірними будинками, будівництво розпочалося знову в 1934 році за специфікаціями Рузвельт, цього разу з «усіма сучасними зручностями», включаючи внутрішню сантехніку та центральне парове опалення. У червні сім'ї зайняли перші 50 будинків та погодилися відшкодувати уряду через 30 років. Хоча Рузвельт сподівався на расово змішану громаду, шахтарі наполягали на обмеженні членства білими християнами. Після програшу в голосуванні громади Рузвельт рекомендувала створити інші громади для виключених чорношкірих та єврейських шахтарів. Цей досвід спонукав Рузвельт стати набагато відвертішою у питанні расизму.
Елеонора Рузвельт протягом кількох років активно збирала кошти для громади, а також витрачала на проєкт більшу частину власного доходу. Проте проєкт розкритикували як ліві, так і праві політичні сили. Консерватори засудили це як соціалістичну та «комуністичну змову», тоді як члени Конгресу від Демократичної партії виступили проти конкуренції уряду з приватними підприємствами. Міністр внутрішніх справ Гарольд Ікес також виступив проти проєкту, посилаючись на його високу вартість в розрахунку на одну на сім'ю. Артурдейл продовжував падати як пріоритет державних витрат для федерального уряду до 1941 року, коли США розпродали останні свої авуари в громаді зі збитком.
Пізніше коментатори загалом назвали експеримент Артурдейл невдалим. Сама Рузвельт була різко збентежена візитом 1940 року, під час якого вона відчула, що місто стало надмірно залежним від зовнішньої допомоги. Однак жителі вважали місто «утопією» порівняно з попередніми обставинами, і багато з них повернулися до економічного самозабезпечення. Рузвельт особисто вважала проєкт успішним, пізніше розповідаючи про покращення, які вона побачила в житті людей там, і заявила: «Я не знаю, чи ви думаєте, що це вартує півмільйона доларів. Але я так».

### Боротьба за громадянські права афроамериканців
Історики вважають Елеонору Рузвельт значно більш просунутою, ніж її чоловік, у питаннях громадянських прав. Під час його правління вона стала важливою ланкою афроамериканського населення в епоху сегрегації. Попри бажання президента заспокоїти настрої жителів Півдня, Рузвельт активно підтримувала рух за громадянські права. Після досвіду роботи з Артурдейлом та перевірок програм Нового курсу в південних штатах вона дійшла висновку, що програми Нового курсу дискримінують афроамериканців, які отримували непропорційно малу частку грошей на допомогу. Елеонора Рузвельт стала одним із небагатьох голосів в адміністрації свого чоловіка, які наполягали на тому, щоб пільги однаково поширювалися на американців усіх рас.
Вона також порушила традицію, запросивши до Білого дому сотні афроамериканських гостей. У 1936 році вона дізналася про умови в Національній школі для дівчат, переважно афроамериканців, реформаторської школі, яка колись була розташована в районі Палісейдс у Вашингтоні, округ Колумбія. Вона відвідувала школу, писала про це у своїй рубриці «Мій день», лобіювала додаткове фінансування, наполягала на зміні штатного розкладу та навчального плану. Її запрошення до Білого дому студентів стало проблемою під час кампанії переобрання її чоловіка 1936 року. Коли є в 1939 році чорношкірій співачці Меріан Андерсон було відмовлено у Вашингтонському конституційному залі, Елеонора Рузвельт на знак протесту вийшла із групи та допомогла організувати ще один концерт на сходах Меморіалу Лінкольна.
Проте афроамериканська письменниця Зора Ніл Герстон критикувала Рузвельт за те, що вона не оскаржила рішення Ради з питань освіти округу Колумбія одночасно відмовити Андерсон в наданні місця для виступу в актовій залі повністю білої Центральної середньої школи. «Щодо аудиторії середньої школи, — заявила Герстон, — накинутися на людей, відповідальних за расові упередження, означало б звинуватити і викрити самих обвинувачів. Округ Колумбія не має самоуправління; він контролюється комітетами Конгресу, а Конгрес на той час був у переважній більшості демократичним. Його контролювали ті самі люди, які так голосно кричали проти ДАР. На мою думку, слід було засудити обидва місця, або жодне з них». Рада зберігала свою політику виключення ще довго після концерту Андерсон на Меморіалі Лінкольна.
Пізніше Рузвельт представила Андерсон королю і королеві Сполученого Королівства після виступу Андерсон на обіді в Білому домі. Вона також організувала призначення афроамериканської освітянки Мері Маклеод Бетюн, з якою подружилася, на посаду директора відділу у справах негрів Національного управління у справах молоді. Щоб уникнути проблем з персоналом, коли Бетюн відвідувала Білий дім, Рузвельт зустрічала її біля воріт, обійняла і зайшла, тримаючи руку об руку.
Елеонора Рузвельт була «очима та вухами» Нового курсу. Вона дивилася в майбутнє і була віддана соціальній реформі. Одна з цих програм допомогла працюючим жінкам отримувати кращу заробітну плату. Новий курс також змусив жінок менше працювати на машинах і більше працювати білими комірцями. Жінкам не доводилося працювати на фабриках, виготовляючи військові припаси, тому що чоловіки поверталися додому, щоб взяти на себе довгі дні та ночі, які жінки працювали, щоб зробити свій внесок у військові дії. Рузвельт привнесла в роль першої леді небачену активність і здібності.

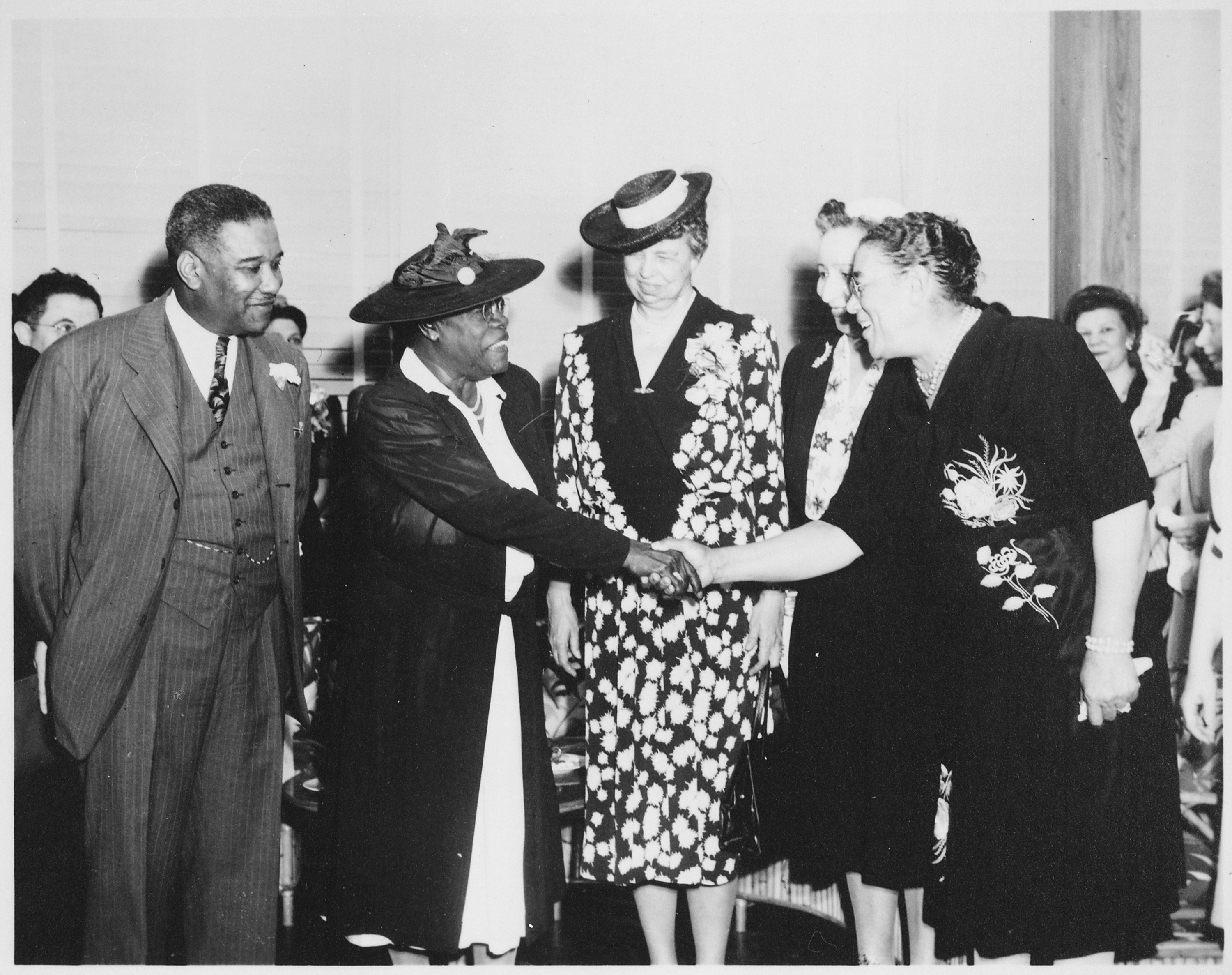
Елеонора Рузвельт і Мері Маклеод Бетюн, 1943 рік

На противагу її звичайній підтримці прав афроамериканців, «міста заходу сонця» Елеонор у Західній Вірджинії було названо на її честь і було засноване в 1934 році, коли вона та Франклін відвідали округ і розробили його як тестовий майданчик для сімей. Як «місто заходу сонця», як й інші міста Франкліна Рузвельта по всій країні (такі як Гринбелт, Грінгіллз, Гріндейл, Генфорд або Норріс), воно було лише для білих. Це було частиною проєкту Нового курсу.
Рузвельт за лаштунками лобіювала законопроєкт Костігана-Вагнера 1934 року про визнання самосуду федеральним злочином, зокрема організувала зустріч свого чоловіка і президента Національної асоціації сприяння прогресу кольорового населення Волтера Френсіса Вайта. Побоюючись, однак, що він втратить голоси південних делегацій Конгресу щодо свого законодавчого порядку денного, Франклін відмовився публічно підтримати законопроєкт, який не зміг прийняти Сенат. У 1942 році Елеонора Рузвельт працювала з активісткою Паулі Мюррей, щоб переконати Франкліна подати апеляцію від імені пайовика Оделла Воллера, засудженого за вбивство білого фермера під час бійки. Хоча Франклін надіслав листа губернатору Вірджинії Колгейту Дардену, закликаючи його пом'якшити вирок на довічне ув'язнення, Воллера стратили, як і було заплановано.

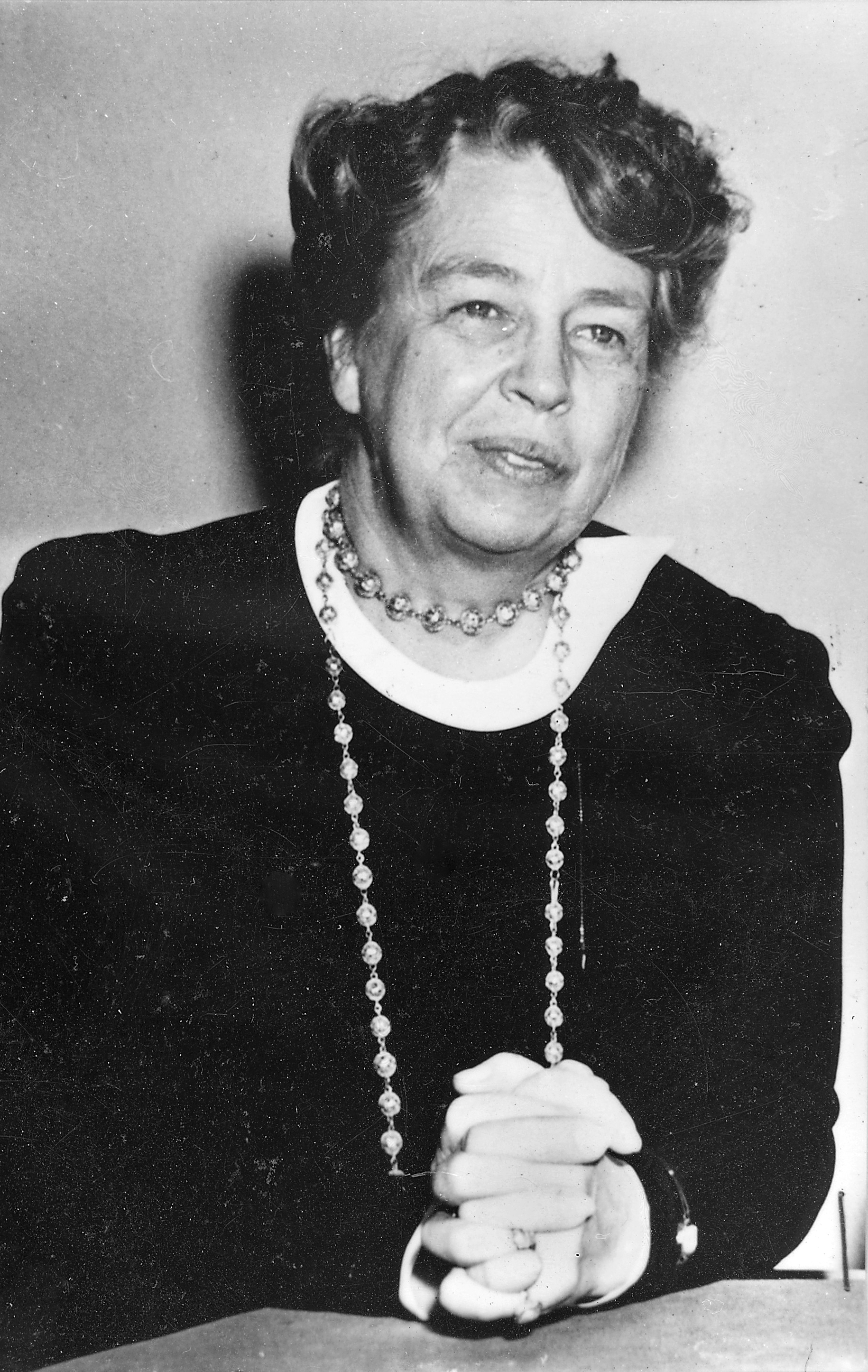
Елеонора Рузвельт у 1943 році

Підтримка Елеонорою Рузельт прав афроамериканців зробила її непопулярною фігурою серед білих на Півдні. Поширювалися чутки про «Клуби Елеонори», створені слугами, щоб протистояти роботодавцям, і «Вівторки Елеонори», під час яких афроамериканці збивали білих жінок на вулиці, хоча жодних доказів цьому так і не було знайдено. Коли в червні 1943 року в Детройті спалахнули расові заворушення, критики як на Півночі, так і на Півдні написали, що в цьому винна Елеонора Рузвельт. У той же час вона стала настільки популярною серед афроамериканців, які раніше були надійним республіканським виборчим блоком, що вони стали постійною базою підтримки Демократичної партії.
Проте під час війни Рузвельт не змогла допомогти лідеру робітників А. Філіпу Рендольфу після того, як Е. Х. Крамп, очільник більшості Демократичної партії в Мемфісі, близький соратник і друг президента, відкрито порушив його конституційні права. У 1943 році Рендольф розпочав особисту кампанію за свободу слова в Мемфісі у відповідь на використання Крампом тактики сильної руки та політичного тиску, щоб вигнати з міста двох відомих місцевих чорношкірих республіканців, Дж. Б. Мартіна та друга Рендольфа Роберта Черча молодшого. Коли Рендольф приїхав до міста, Крамп відмовив йому у місцях і залякав місцевих афроамериканських лідерів, погрожуючи їм в'язницею, щоб вони відкликали запрошення виступати. Рендольф закликав Рузвельт, яка також мала дружні політичні зв'язки з Крампом, зробити щось, щоб протистояти «фашистському» запереченню Крампом свободи слова, але її відповідь Рендолфу 18 грудня була такою: «Я передала Вашого листа моєму другові, коли отримала його, і мені шкода, що на нього не відповіли раніше. Мені порадили нічого не робити, оскільки це може принести більше шкоди, ніж користі».
Після японської атаки на Перл-Гарбор 7 грудня 1941 року Рузвельт виступила проти японсько-американських упереджень, застерігаючи від «великої істерії проти груп меншин». Вона також приватно виступала проти виконавчого наказу 9066 свого чоловіка, який вимагав від американців японського походження в багатьох районах США переїхати до таборів інтернованих. Елеонору Рузвельт широко критикували за захист японсько-американських громадян, у тому числі заклик Лос-Анджелес Таймс про те, що її «змусять піти з громадського життя» через її позицію щодо цього питання.

### Норвельт
21 травня 1937 року Елеонора Рузвельт відвідала Вестморленд Гоумстедс, щоб відзначити прибуття останнього господаря спільноти. У подорожі її супроводжувала Елінор Моргентау, дружина Генрі Моргентау-молодшого, міністра фінансів президента. «Я не вірю в патерналізм. Мені не подобаються благодійні організації», — сказала раніше Рузвельт. Але кооперативні спільноти, такі як Westmoreland Homesteads, продовжила вона, запропонували альтернативу «нашим досить усталеним ідеям», яка могла б «забезпечити рівність можливостей для всіх і запобігти повторенню подібної катастрофи [Великої депресії] в майбутньому». Мешканці були настільки захоплені її особистим виявом інтересу до програми, що негайно погодилися перейменувати громаду на її честь (Нова назва міста, Норвельт, була поєднанням останніх складів її імен: EleaNOR RooseVELT.) Зал пожежників у Норвельті названий на її честь Рузвельт-Голом.

### Використання медіа та феміністична діяльність
Елеонора Рузвельт була безпрецедентно відвертою першою леді, яка набагато більше використовувала медіа, ніж її попередниці. У цій діяльності вона підіймала питання дискримінації та прав жінок.
За 12 років президентства свого чоловіка вона провела 348 пресконференцій. Натхненна особистими стосунками з Лореною Гікок, Рузвельт заборонила чоловікам-репортерам відвідувати прес-конференції, фактично змусивши газети тримати в штаті жінок-репортерок, щоб висвітлювати її. Вона пом'якшила правило лише одного разу, коли повернулася з тихоокеанської подорожі 1943 року. Оскільки Gridiron Club заборонив жінкам брати участь у щорічній вечері Gridiron для журналістів, Рузвельт організувала змагання для жінок-репортерок у Білому домі, яке вона назвала «Gridiron Widows».
У неї брали інтерв'ю багато газет; Новоорлеанська журналістка Айріс Келсо назвала Рузвельт найцікавішою співрозмовницею. У перші дні своїх пресконференцій, на яких брали участь виключно жінки, вона сказала, що вони не стосуватимуться «політики, законодавства чи виконавчих рішень», оскільки очікується, що роль першої леді на той час буде неполітичною. Вона також спочатку погодилася, що уникатиме обговорення своїх поглядів щодо заходів Конгресу, які очікуються на розгляд. Проте пресконференції дали приємну можливість для репортерок поспілкуватися безпосередньо з першою леді, доступ до якої був недоступний за попередніх адміністрацій.

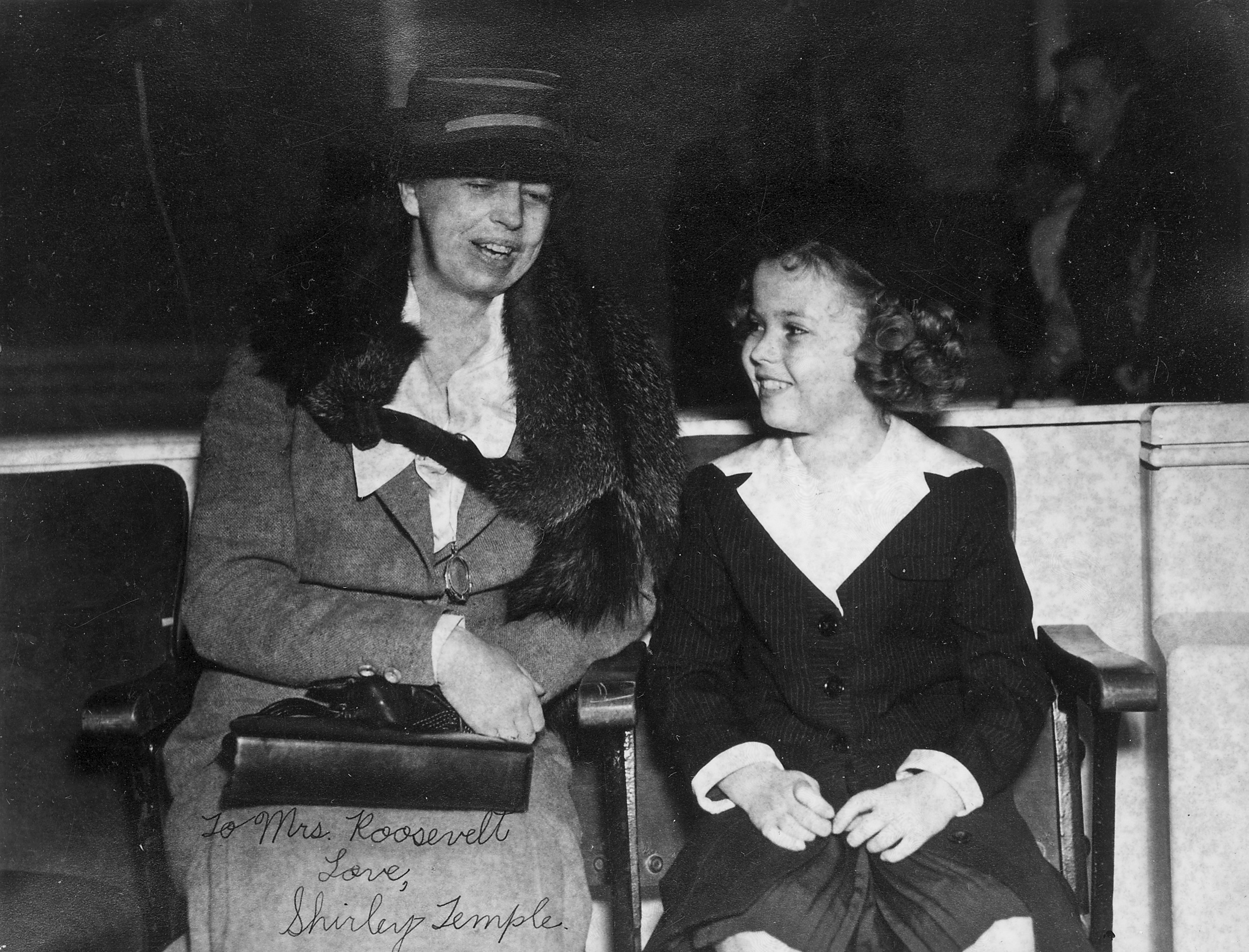
Елеонора Рузвельт із Ширлі Темпл у 1938 році

Незадовго до того, як в лютому 1933 року її чоловік вступив на посаду президента, Рузвельт ублікувала редакційну статтю в Women's Daily News, яка настільки різко суперечила його запланованій політиці державних витрат, що він опублікував репліку в наступному номері. Увійшовши до Білого дому, вона підписала контракт із журналом Woman's Home Companion на забезпечення щомісячної колонки, у якій вона відповідала на листи, надіслані їй читачами; ця функція була скасована в 1936 році, коли наближалися чергові президентські вибори. Вона продовжила свої статті в інших місцях, опублікувавши під час свого перебування на посаді першої леді понад 60 статей у національних журналах. Рузвельт стала колумністом, започаткувала синдиковану газетну колонку під назвою «Мій день», яка виходила шість днів на тиждень з 1936 року до її смерті в 1962 році. У колонці вона писала про свою повсякденну діяльність, а також про гуманітарні проблеми. Партнерка Рзувельт Лорена Гікок і Джордж Т. Бай, її літературний агент, заохочували її написати колонку. З 1941 року до своєї смерті в 1962 році вона також вела колонку з порадами «Якщо ви запитаєте мене», спочатку опубліковану в Ladies Home Journal, а потім у McCall's. Добірку її колонок було зібрано в книзі «Якщо ви запитаєте мене: важливі поради Елеонори Рузвельт» у 2018 році.
Бізлі стверджував, що публікації Рузвельт, які часто стосувалися питань жінок і запрошували на відгуки, будучи свідомою спробою використати журналістику «для подолання соціальної ізоляції» жінок, зробивши «суспільну комунікацію двостороннім каналом».

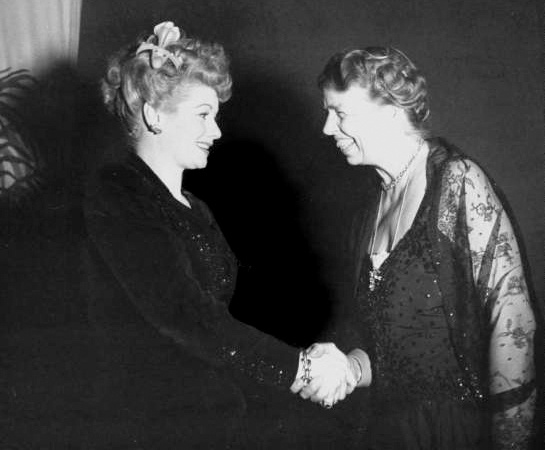
З Люсіль Бол під час туру готелями Вашингтона, округ Колумбія, збираючи кошти для боротьби з поліомієлітом (1944)

Рузвельт також широко використовувала радіо. Вона не була першою першою леді, яка вела трансляцію — її попередниця, Лу Гувер, робила це, але не мала регулярної радіопрограми. Елеонора Рузвельт вперше випустила в ефір власні радіокоментаційні програми, починаючи з 9 липня 1934 року. У тому першому шоу вона розповіла про вплив фільмів на дітей, потребу в цензорі, який міг би переконатися, що фільми не прославляють злочинність і насильство, і свою думку про недавній бейсбольний матч усіх зірок. Вона також прочитала рекламний ролик компанії з виробництва матраців, яка виступила спонсором трансляції. Вона сказала, що не погодиться на зарплату за ефір і пожертвує цю суму (3000 доларів) на благодійність. Пізніше того ж року, у листопаді 1934 року, вона провела серію програм про освіту дітей на радіостанції CBS. Спонсорована компанією з виробництва друкарських машинок, Рузвельт знову пожертвувала гроші Комітету американських друзів, щоб допомогти школі, якою він керував. Протягом 1934 року Елеонора Рузвельт встановила рекорд за кількістю виступів першої леді по радіо: вона виступала як гостя у програмах інших людей, а також як ведуча власної, загалом 28 разів того року. У 1935 році Рузвельт продовжувала вести програми, орієнтовані на жіночу аудиторію, в тому числі одну під назвою «Це жіночий світ». Кожного разу вона жертвувала зароблені гроші на благодійність. Асоціація спонсора з популярною першою леді призвела до зростання продажів цієї компанії: коли Selby Shoe Company спонсорувала серію програм Рузвельт, продажі зросли на 200 %. Той факт, що її програми були спонсоровані, викликав суперечки: політичні вороги її чоловіка висловлювали скептицизм щодо того, чи справді вона жертвувала свою зарплату на благодійність; вони звинуватили її в «корисливості». Але її радіопрограми виявилися настільки популярними серед аудиторії, що критика не мала ефекту. Вона продовжувала вести трансляції протягом 1930-х, іноді на CBS, а іноді на NBC.

### Друга світова війна

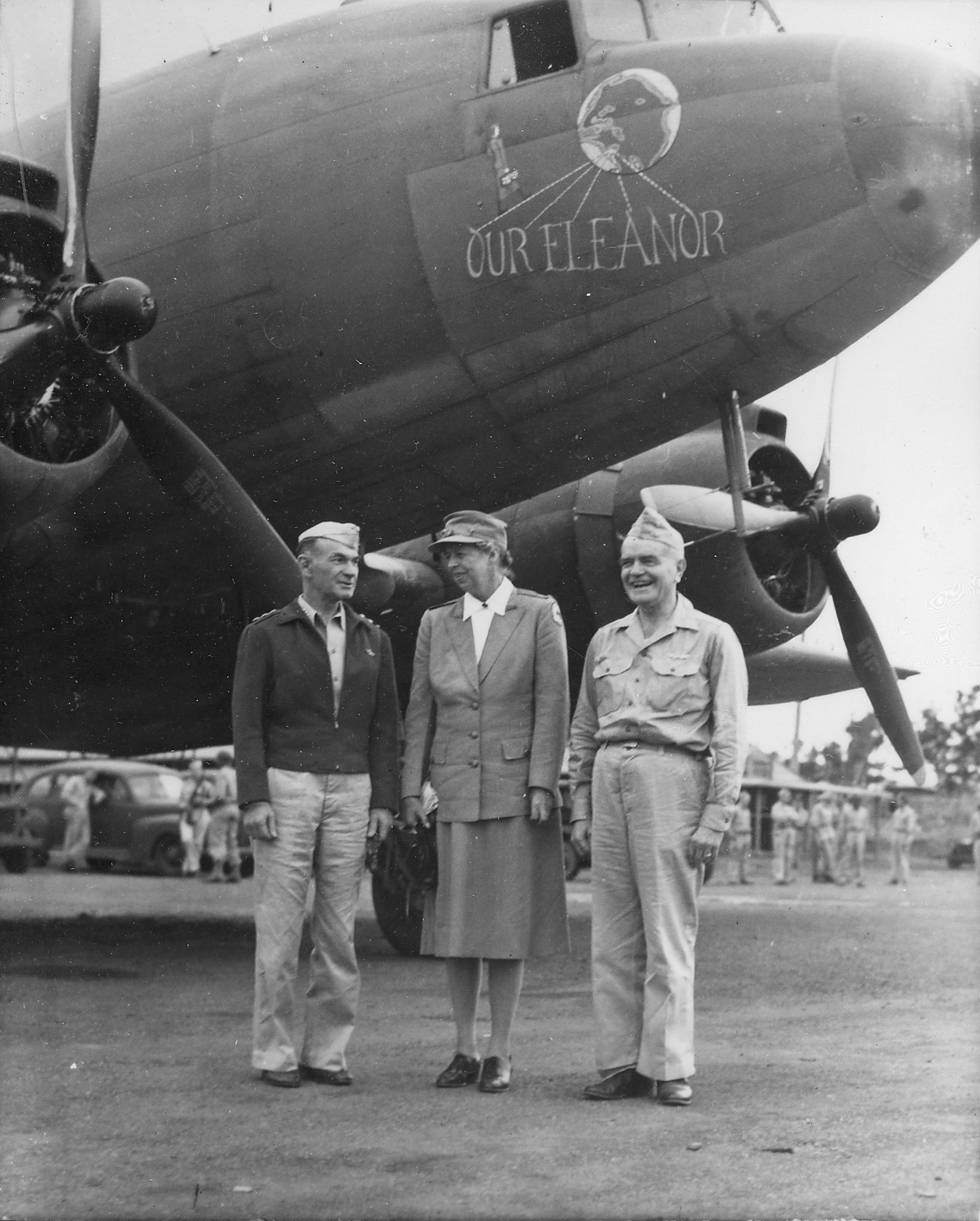
З генералом Міллардом Гармоном і адміралом Голсі на південно-тихоокеанському театрі, 1943 р.

10 травня 1940 року Німеччина вторглася до Бельгії, Люксембургу та Нідерландів, ознаменувавши кінець відносно безконфліктної фази «дивної» Другої світової війни. Коли США почали рухатися до військового курсу, Елеонора Рузвельт знову пережила депресію, боячись, що її роль у боротьбі за внутрішню справедливість стане сторонньою для країни, зосередженої на зовнішніх справах. Вона ненадовго розглядала можливість поїздки до Європи, щоб працювати з Червоним Хрестом, але її відмовили радники президента, які вказали на наслідки, якщо дружина президента стане військовополоненою. Однак незабаром вона знайшла інші причини війни, над якими можна було працювати, починаючи з народного руху за дозвіл імміграції європейських дітей-біженців. Вона також лобіювала свого чоловіка дозволити більшу імміграцію груп, переслідуваних нацистами, включаючи євреїв, але побоювання п'ятої колони змусили його обмежити імміграцію, а не розширити її. Рузвельт успішно домоглася статусу політичного біженця для 83 єврейських біженців із СС Quanza в серпні 1940 року, але їй було відмовлено в багатьох інших випадках. Пізніше її син Джеймс писав, що «її найбільшою шкодою в кінці її життя» було те, що під час війни вона не змусила чоловіка прийняти більше біженців від нацизму.
Елеонора Рузвельт була активною і на внутрішньому фронті. Починаючи з 1941 року, вона разом з мером Нью-Йорка Фіорелло Ла Гуардіа очолювала Управління цивільної оборони (Office of Civilian Defense — OCD), працюючи над тим, щоб надати цивільним добровольцям більшу роль у підготовці до війни. Невдовзі вона опинилася в боротьбі за владу з Ла Гуардіа, який вважав за краще зосереджуватися на вужчих аспектах оборони, тоді як вона вважала вирішення ширших соціальних проблем не менш важливими для військових зусиль. Хоча Ла Гуардіа пішов з OCD у грудні 1941 року, Рузвельт була змушена піти у відставку через гнів у Палаті представників через високі зарплати для кількох призначень OCD, включаючи двох її близьких друзів.

У 1941 році за сценарієм Елеонори Рузвельт вийшов короткометражний фільм «Жінки в захисті». Він був створений Управлінням з питань надзвичайних ситуацій і коротко описував спосіб, у який жінки можуть допомогти підготувати країну до можливості війни. Також є розділ про типи костюмів, які жінки носили б під час військової роботи. Наприкінці фільму оповідач пояснює, що жінки життєво важливі для забезпечення здорового сімейного життя в Америці та виховання дітей, «що завжди було першою лінією захисту».

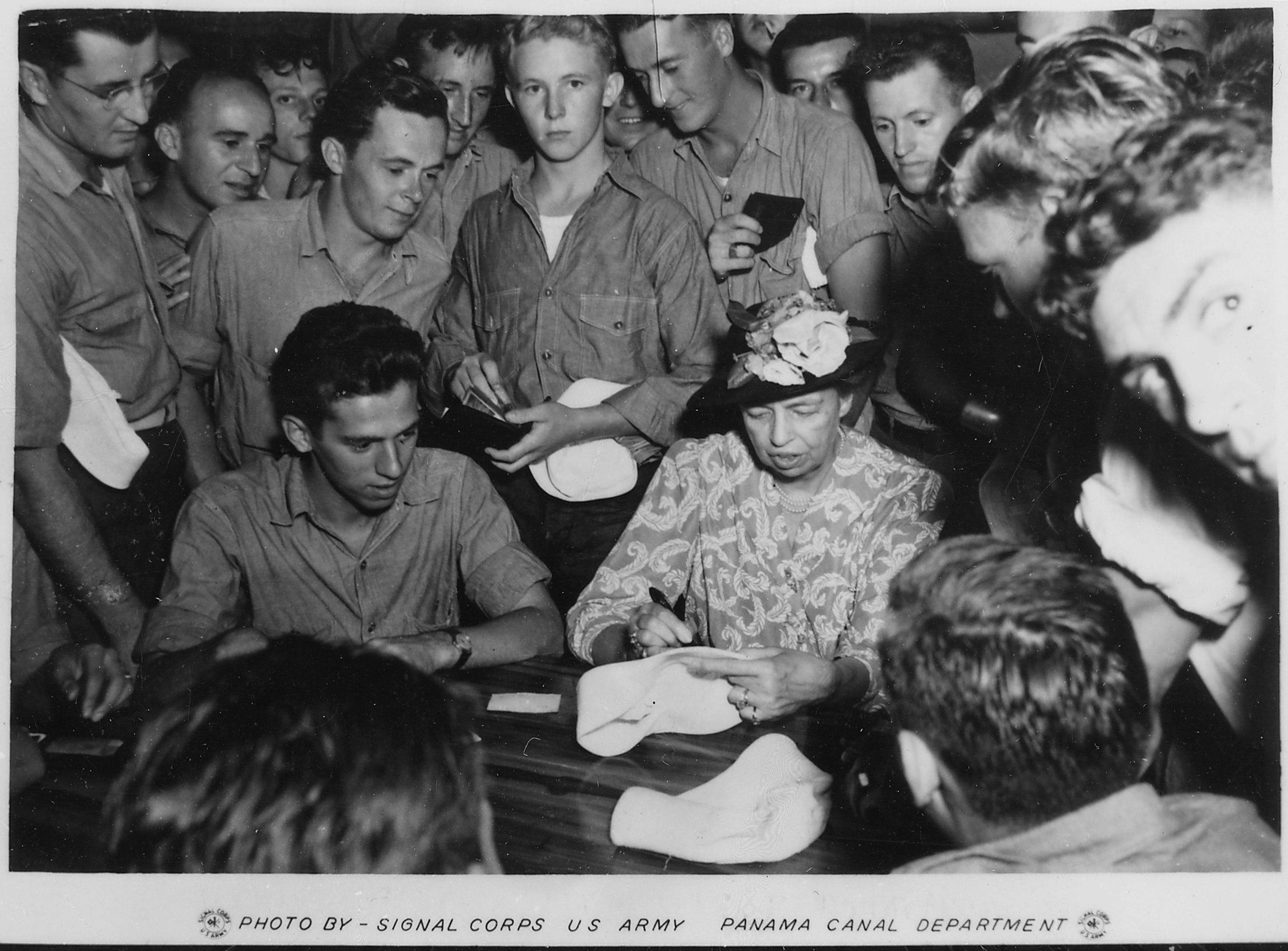
Елеонора Рузвельт відвідує війська на Галапагосах, 21 березня 1944

У жовтні 1942 року Рузвельт здійснила тур Англією, відвідала американські війська та інспектувала британські сили. Її візити зібрали величезні натовпи і отримали майже одностайну прихильну пресу як в Англії, так і в Америці. У серпні 1943 року вона відвідала американські війська в південній частині Тихого океану під час поїздки для зміцнення морального духу, про що адмірал Вільям Голсі-молодший пізніше сказав: «Вона одна зробила більше добра, ніж будь-яка інша особа або будь-яка група цивільних, які проходили через мій район». Зі свого боку, Рузвельт була приголомшена і глибоко пригнічена, побачивши бійню війни. Кілька республіканців у Конгресі критикували її за використання обмежених ресурсів військового часу для своєї поїздки, що спонукало чоловіка запропонувати їй зробити перерву в подорожах.
Елеонора Рузвельт підтримала збільшення ролі жінок та афроамериканців у військових зусиллях і почала виступати за надання жінкам роботи на заводах за рік до того, як це стало поширеною практикою. У 1942 році вона закликала жінок будь-якого соціального походження навчатися професіям, кажучи: «Якби я була у віці дебютантки, я б пішла на фабрику — на будь-яку фабрику, де я могла б навчитися навичкам і бути корисною». Рузвельт дізналася про високий рівень абсентеїзму серед працюючих матерів і провела кампанію за фінансування урядом денних доглядів. Зокрема, вона підтримала льотчиків Таскігі в їхніх успішних зусиллях стати першими чорношкірими бойовими пілотами, відвідавши передову льотну школу авіаційного корпусу Таскігі в Алабамі. Вона також літала з афроамериканцем, головним цивільним інструктором К. Альфредом «Чіфом» Андерсоном. Андерсон літав з 1929 року і відповідав за навчання тисяч пілотів-новачків; Рузвельт провела з ним півгодинний політ на Piper J-3 Cub. Після приземлення вона весело оголосила: «Ну що ж, ти можеш літати». Подальша увага навколо польоту першої леді мала такий вплив, що його часто помилково називають початком Програми підготовки цивільних пілотів у Таскігі, хоча програмі було вже 5 місяців. Елеонора Рузвельт використовувала своє становище довіреної особи Фонду Юліуса Розенвальда, щоб організувати позику в розмірі 175 тисяч доларів для допомоги у фінансуванні будівництва Мотон-Філда.
Після війни Рузвельт була сильною прихильницею плану Моргентау щодо деіндустріалізації Німеччини післявоєнний період. У 1947 році вона взяла участь у Національній конференції з німецької проблеми в Нью-Йорку, яку допомогла організувати. Вона оприлюднила заяву про те, що «будь-які плани відродити економічну та політичну могутність Німеччини» будуть шкідливими для міжнародної безпеки.

## Після Білого дому

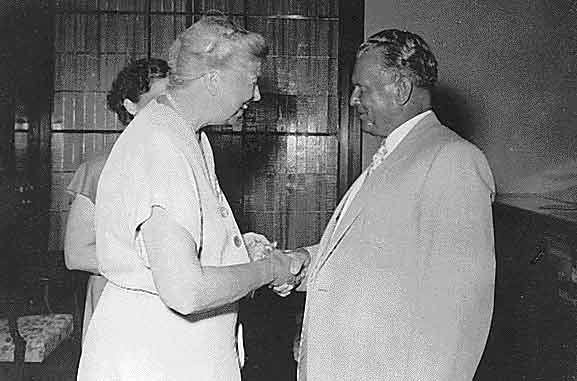
Елеонора Рузвельт і Тіто зустрічаються на Бріоні, Югославія

Чоловік Рузвельт помер 12 квітня 1945 року від крововиливу в мозок у Малому Білому домі у Ворм-Спрінгс, штат Джорджія. Пізніше вона дізналася, що коли він помирав, з ним була його коханка Люсі Мерсер (тепер Резерфурд). Відкриття стало ще більш гірким, коли дізналася, що її дочка Анна також знала про триваючі стосунки чоловіка з Резерфурд. Анна розповіла їй, що він був із Резерфурд, коли помирав; крім того, що продовжував стосунки протягом десятиліть, і люди, які його оточували, приховували інформацію від Елеонори. Після похорону Франклін тимчасово повернулася до Вал-Кілла. Чоловік залишив їй інструкції на випадок своєї смерті; він запропонував передати Гайд-парк федеральному уряду як музей, і вона витратила наступні місяці на каталогізацію маєтку та організацію передачі. Переїхала в квартиру на Вашингтон Сквер Вест, 29 у Грінвіч-Віллідж. У 1950 році знімала апартаменти в готелі «Парк Шератон» (202 West 56th Street). Вона жила тут до 1953 року, коли переїхала на 211 East 62nd Street. Коли термін оренди закінчився в 1958 році, вона повернулася в «Парк Шератон», чекаючи на ремонт будинку, який вона придбала разом з Едною та Девідом Гуревичами на 55 East 74th Street. 12 квітня 1946 року було відкрито Президентську бібліотеку та музей Франкліна Д. Рузвельта, створивши прецедент для майбутніх президентських бібліотек.

### Діяльність в ООН

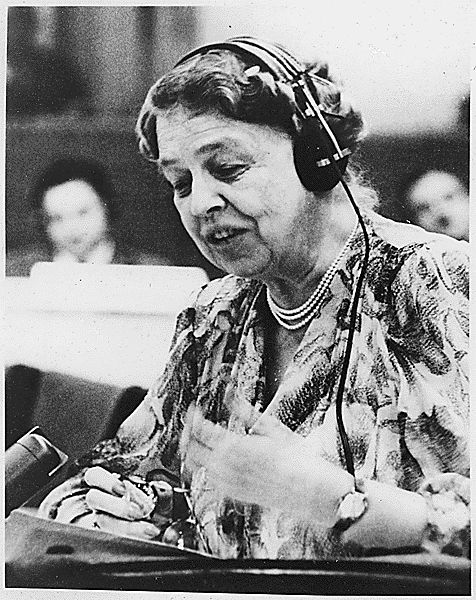
Елеонора Рузвельт виступає в ООН у липні 1947 року

У грудні 1945 року президент Гаррі Трумен призначив Елеонору Рузвельт делегатом на Генеральній Асамблеї ООН. У квітні 1946 року вона стала першою головою попередньої комісії ООН з прав людини. Рузвельт залишалася головою, коли комісія була створена на постійній основі в січні 1947 року. Разом з Рене Кассіном, Джоном Пітерсом Гамфрі та іншими вона відіграла важливу роль у розробці Загальної декларації прав людини (ЗДПЛ).
У промові в ніч на 28 вересня 1948 року Рузвельт висловилася на користь Декларації, назвавши її «міжнародною Великою хартією вольностей усіх людей у всьому світі». Декларація була прийнята Генеральною Асамблеєю 10 грудня 1948 року. Голосування було одностайним, вісім утрималися: шість країн Радянського блоку, а також Південна Африка та Саудівська Аравія. Рузвельт пояснювала утримання країн радянського блоку статтею 13, яка передбачала право громадян залишати свої країни.
Рузвельт також була першою представницею США у Комісії ООН з прав людини і залишалася на цій посаді до 1953 року, навіть після того, як залишила посаду голови комісії в 1951 році. У 1968 році на знак визнання її діяльності ООН посмертно присудила їй одну зі своїх перших премій у галузі прав людини.
У 1940-х роках Елеонора Рузвельт була однією з перших, хто підтримали створення агентства ООН, яке спеціалізується на питаннях продовольства та харчування.
У той час Фредерік Л. Макдугалл, австралійський дієтолог, написав «Проєкт меморандуму про програму Організації Об'єднаних Націй щодо звільнення від нестачі їжі». Макдугалл твердо вірив, що міжнародна співпраця має ключове значення для вирішення проблеми голоду в світі.
Рузвельт дізналася про меморандум і організувала зустріч Макдугал з її чоловіком, президентом Сполучених Штатів Америки. Після обговорення 16 жовтня 1945 року було створено Продовольчу та сільськогосподарську організацію Об'єднаних Націй (ФАО).
У 1955 році Елеонора Рузвельт і Макдугалл відвідали нову штаб-квартиру ФАО в Римі та підштовхнули Програму ООН до створення кампанії «Їжа від голоду», яка після низки переговорів зрештою побачила світ у 1960 році.
Кампанія була створена, щоб мобілізувати неурядові організації проти голоду та недоїдання у світі та допомогти знайти рішення.

### Інша повоєнна діяльність
Наприкінці 1940-х років демократи в Нью-Йорку та по всій країні домагалися призначення Елеонори Рузвельт на політичну посаду.

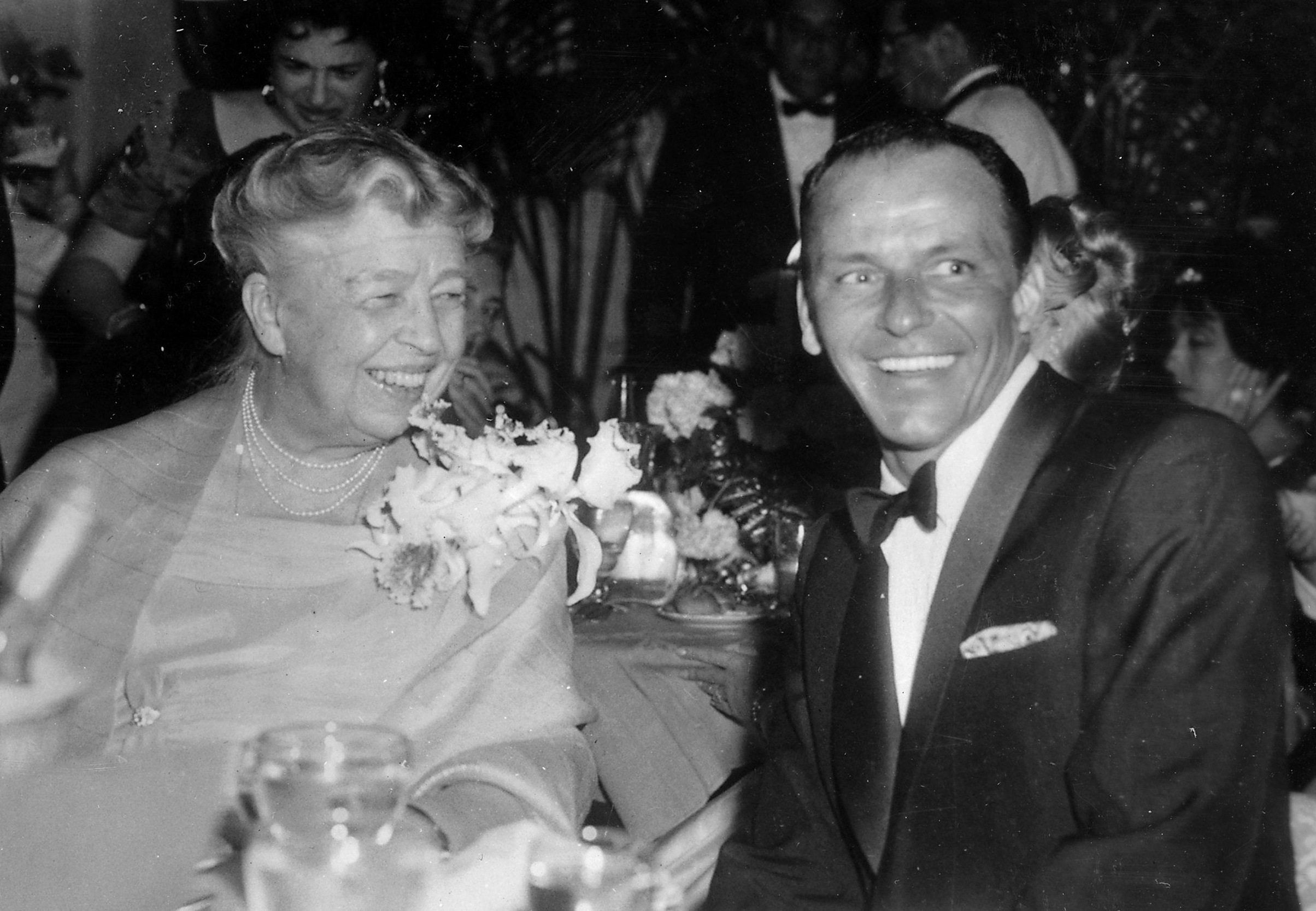
Елеонора Рузвельт з Френком Сінатрою в 1960 році

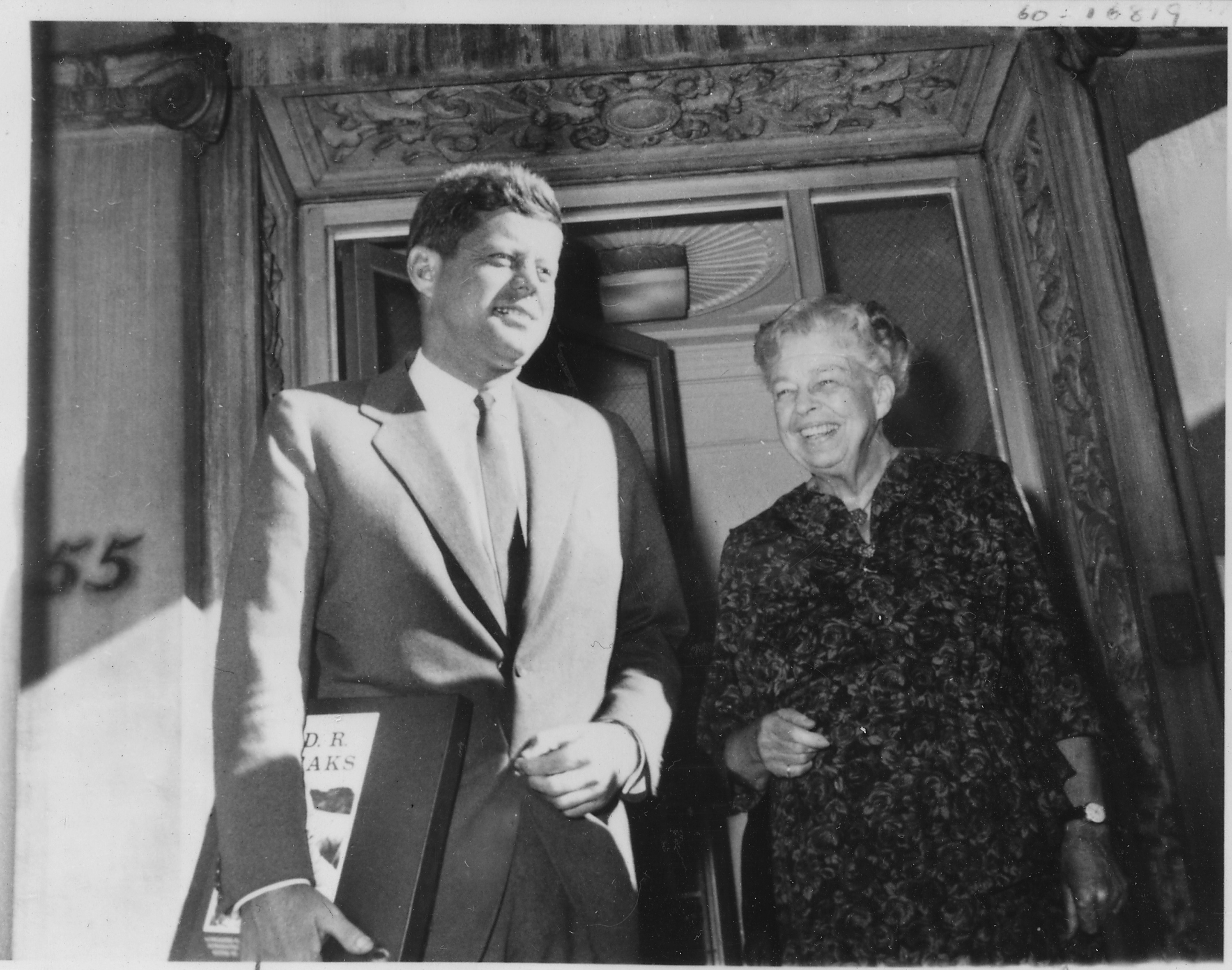
Рузвельт підтримує кампанію Джона Ф. Кеннеді

Католики становили головний елемент Демократичної партії в Нью-Йорку. Рузвельт підтримував реформаторів, які намагалися повалити ірландську машину Таммані Голл, а деякі католики називали її антикатоличкою. У липні 1949 року Елеонора мала гостру публічну суперечку з кардиналом Френсісом Спеллманом, архієпископом Нью-Йорка, щодо федерального фінансування парафіяльних шкіл. Спеллман сказав, що вона була антикатоличкою, і прихильники обох стали на бік у битві, яка привернула національну увагу та «досі пам'ятається своєю запеклістю та ворожістю».
У 1949 році її зробили почесним членом історично чорної організації Alpha Kappa Alpha.
У 1950 році разом із Гелен Ферріс, головною редакторкою Junior Literary Guild, вона написала погляд на роботу новонародженої організації з дітьми всього світу «Партнери: Організація Об'єднаних Націй та Молодь». Вона виграла премію дитячої книжкової асоціації Америки (Child Study Association of America's Children's Book Award) (нині премія Джозетт Френк Комітету дитячої книги Бенк-стріт).
Вона була однією з перших прихильниць Camping for Citizenship, некомерційної організації, яка проводить літні програми для проживання та цілорічне навчання для молодих людей різного походження та націй. Вона регулярно проводила семінари в таборі у своєму маєтку в Гайд-парку, і коли на початку 1950-х років маккартістські сили критикували цю програму як «соціалістичну», вона рішуче її захищала.
У 1954 році бос Таммані Голла Кармін Де Сапіо очолював спробу перемогти сина Рузвельт, Франкліна Делано Рузвельта-молодшого, на виборах генерального прокурора Нью-Йорка. Елеонора усе більше відчувала огиду до політичної поведінки Де Сапіо протягом решти 1950-х років. Згодом вона об'єдналася зі своїми старими друзями Гербертом Леманом і Томасом Фінлеттером, щоб сформувати Нью-Йоркський комітет демократичних виборців, групу, спрямовану на протистояння реінкарнації Де Сапіо Таммані Голла. Їхні зусилля зрештою увінчалися успіхом, і Де Сапіо був змушений залишити владу в 1961 році.

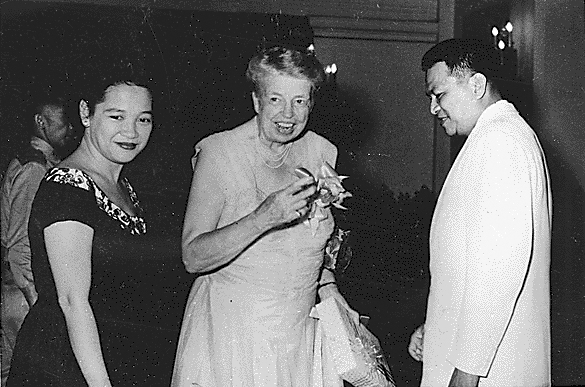
З президентом Філіппін Рамоном Магсайсаєм і його дружиною в палаці Малаканян у 1955 році

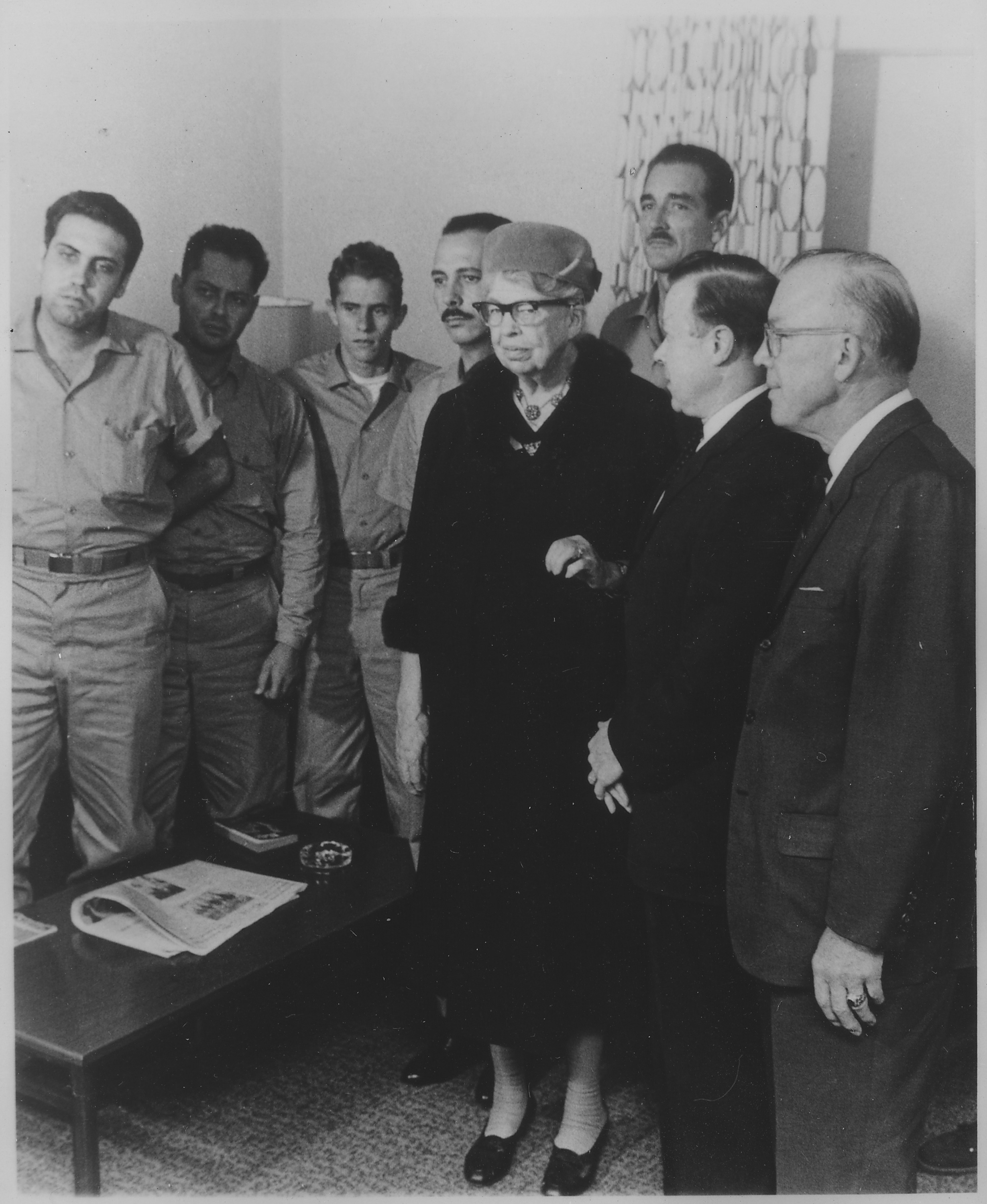
Елеонора Рузвельт, Волтер Ройтер, Мілтон Ейзенхауер і кубинська делегація з обміну полоненими у Вашингтоні, округ Колумбія

Елеонора Рузвельт була розчарована, коли президент Гаррі Трумен підтримав губернатора Нью-Йорка Аверелла Гаррімана — близького соратника Де Сапіо — для висунення в президенти від Демократичної партії в 1952 році. На посаді президента в 1952 і 1956 роках вона підтримувала Адлая Стівенсона і наполягала на його повторному висуненні в 1960 році. Вона пішла у відставку з поста в ООН у 1953 році, коли президентом став Дуайт Ейзенхауер. Виступала на національному з'їзді Демократичної партії в 1952 і 1956 роках. Хоча у неї були застереження щодо Джона Ф. Кеннеді через його неспроможність засудити маккартизм, вона підтримала його на пост президента проти Річарда Ніксона. Пізніше Кеннеді знову призначив її в ООН, де вона знову служила з 1961 по 1962 рік, і в Національний консультативний комітет Корпусу миру.
До 1950-х років міжнародна роль Елеонори Рузвельт як феміністки змусила її припинити публічну критику Поправки про рівні права (Equal Rights Amendment — ERA), хоча вона її не підтримувала. На початку 1960-х років вона оголосила, що через об'єднання в профспілки вона вважає, що ERA більше не становить загрози для жінок, як це могло бути колись, і сказала прихильницям, що вони можуть отримати поправку, якщо хочуть. У 1961 році заступниця міністра праці президента Кеннеді Естер Петерсон запропонувала створити нову президентську комісію зі становища жінок. Кеннеді призначив Елеонору Рузвельт головою комісії, а Петерсон — очільницею. Це була остання публічна посада Елеонори Рузвельт: вона померла незадовго до того, як комісія опублікувала свій звіт. Рузвельт дійшла висновку, що рівність жінок найкраще досягається шляхом визнання гендерних відмінностей і потреб, а не шляхом поправки про рівні права.
Протягом 1950-х років Рузвельт брала участь у незліченних національних і міжнародних виступах. Вона продовжувала вести свою газетну колонку та виступала на телебаченні та радіо. Протягом 1950-х вона читала в середньому 150 лекцій на рік, багато з яких були присвячені її діяльності від імені ООН. Вона була широко відома своєю антиколоніальною позицією. Підтримала незалежність Марокко шляхом особистого втручання в американську владу та розгляду марокканського питання у своїй колонці «Мій день».
У 1946 році Елеонора Рузвельт отримала першу щорічну премію Братства Франкліна Делано Рузвельта. Інші відомі нагороди, які вона отримала протягом свого післявоєнного життя, включали Нагороду за заслуги Федерації жіночих клубів Нью-Йорка в 1948 році, Премію чотирьох свобод у 1950 році, премію Фонду Ірвінга Гейста в 1950 році та медаль принца Карла (від Швеції) у 1950 р. Вона була найбільш шанованою живою жінкою, за опитуванням найбільш шанованих чоловіків і жінок американців Геллапа, щороку між 1948 (початок опитування) і 1961 (останнє опитування перед її смертю), за винятком 1951 року.
Після подій затоки Свиней у 1961 році президент Кеннеді попросив Рузвельт, лідера робітничих сил Вальтера Рейтера та Мілтона С. Ейзенхауера, брата президента Ейзенхауера, домовитися з кубинським лідером Фіделем Кастро про звільнення полонених американців.

## Смерть

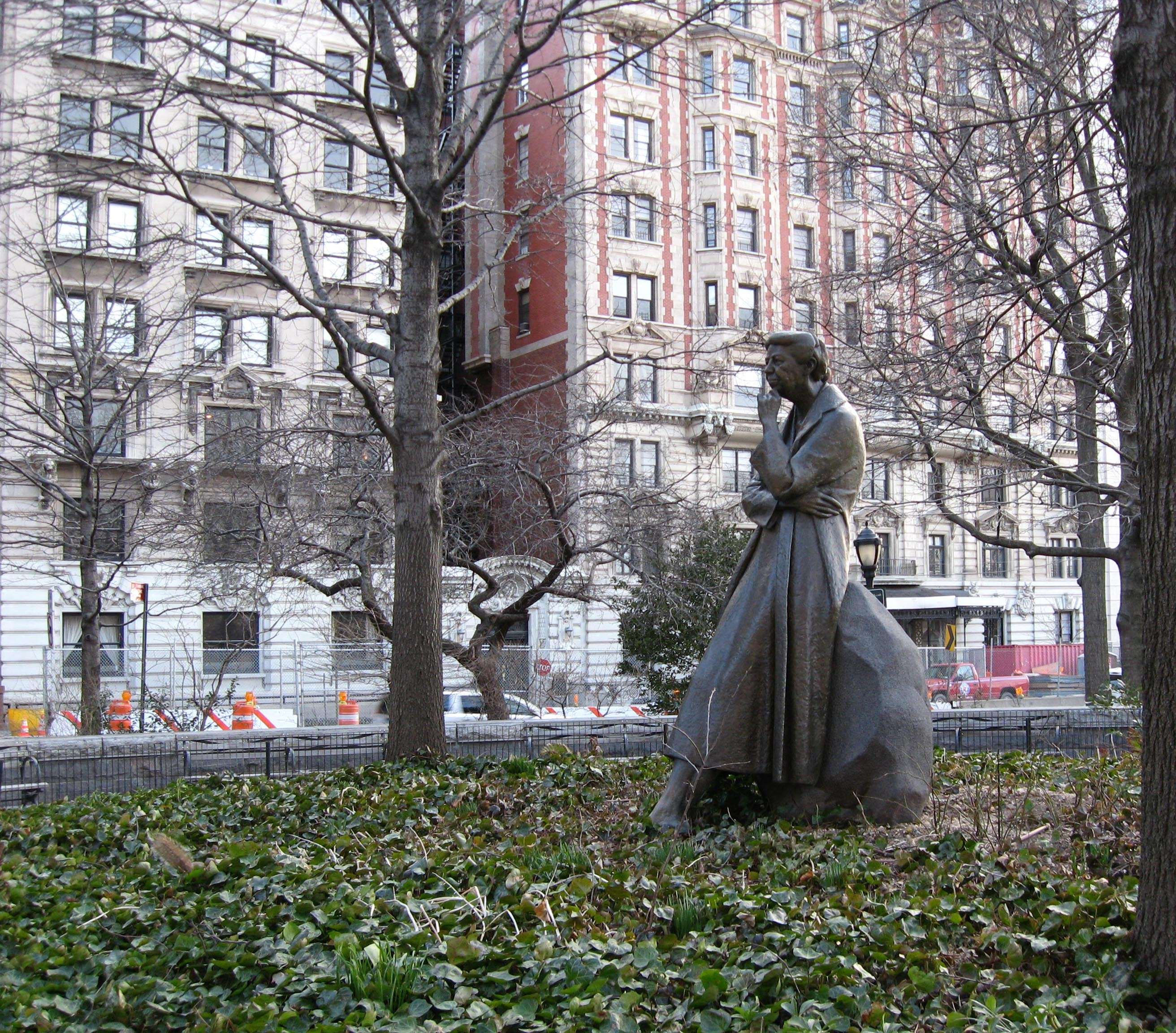
Пам'ятник Елеонорі Рузвельт у Ріверсайд-парку на Мангеттені

У квітні 1960 року незабаром після того, як її збила машина в Нью-Йорку, у Елеонори Рузвельт була діагностована апластична анемія. У 1962 році їй дали стероїди, які активували латентне вогнище туберкульозу в її кістковому мозку. 7 листопада 1962 року вона померла у віці 78 років від серцевої недостатності в своєму будинку на Мангеттені на 55 East 74th Street на Верхньому Іст-Сайді під опікою дочки Анни. Президент Джон Ф. Кеннеді наказав приспустити всі прапори США у всьому світі 8 листопада на честь пам'яті Елеонори Рузвельт.
Похоронні служби відбулися через два дні в Гайд-парку, де її поховали поруч із чоловіком у Рожевому саду в Спрінгвуд Естейт, будинку родини Рузвельтів. Серед присутніх були президент Кеннеді, віцепрезидент Ліндон Джонсон і колишні президенти Трумен і Ейзенхауер, які вшановували Рузвельт.

Після смерті її притулок у Вел-Кіллі поблизу Гайд-парку зрештою зберігся як Національне історичне місце Елеонори Рузвельт. Її родина передала сімейний будинок відпочинку на острові Кампобелло урядам США та Канади, і в 
1964 році вони створили Міжнародний парк Рузвельта Кампобелло. Меморіал Франкліна Делано Рузвельта на Національному торговому центрі — єдиний президентський меморіал США із зображенням першої леді; статуя Рузвельт зображена з подобою печатки ООН.

## Видані книги
- Hunting Big Game in the Eighties: The Letters of Elliott Roosevelt, Sportsman. New York: Scribners, 1932.
- When You Grow Up to Vote. Boston: Houghton Mifflin, 1932.
- It's Up to the Women. New York: Stokes, 1933.
- A Trip to Washington with Bobby and Betty. New York: Dodge, 1935.
- This Is My Story. New York: Harper, 1937.
- My Days. New York: Dodge, 1938.
- This Troubled World. New York: Kinsey, 1938.
- Christmas: A Story. New York: Knopf, 1940.
- Christmas, 1940. New York: St. Martin's. 1940.
- The Moral Basis of Democracy. New York: Howell, Soskin, 1940.
- This is America, a 1942 book with text by Eleanor Roosevelt and photographs by Frances Cooke Macgregor.
- If You Ask Me. New York: Appleton-Century, 1946.
- This I Remember. New York: Harper, 1949.
- Partners: The United Nations and Youth. Garden City: Doubleday, 1950 (with Helen Ferris).
- India and the Awakening East. New York: Harper, 1953.
- UN: Today and Tomorrow. New York: Harper, 1953 (with William DeWitt).
- It Seems to Me. New York: Norton, 1954.
- Ladies of Courage. New York: Putnam's, 1954 (with Lorena Hickok).
- United Nations: What You Should Know about It. New London: Croft, 1955.
- On My Own. New York: Harper, 1958.
- Growing Toward Peace. New York: Random House, 1960 (with Regina Tor).
- You Learn By Living. New York: Harper, 1960.
- The Autobiography of Eleanor Roosevelt. New York: Harper, 1961.
- Your Teens and Mine. New York: Da Capo, 1961.
- Eleanor Roosevelt's Book of Common Sense Etiquette. New York: Macmillan, 1962 (with the assistance of Robert O. Ballou).
- Eleanor Roosevelt's Christmas Book. New York: Dodd, Mead, 1963.
- Tomorrow Is Now. New York: Harper, 1963.[247]

## Посмертне визнання

### Визнання та нагороди

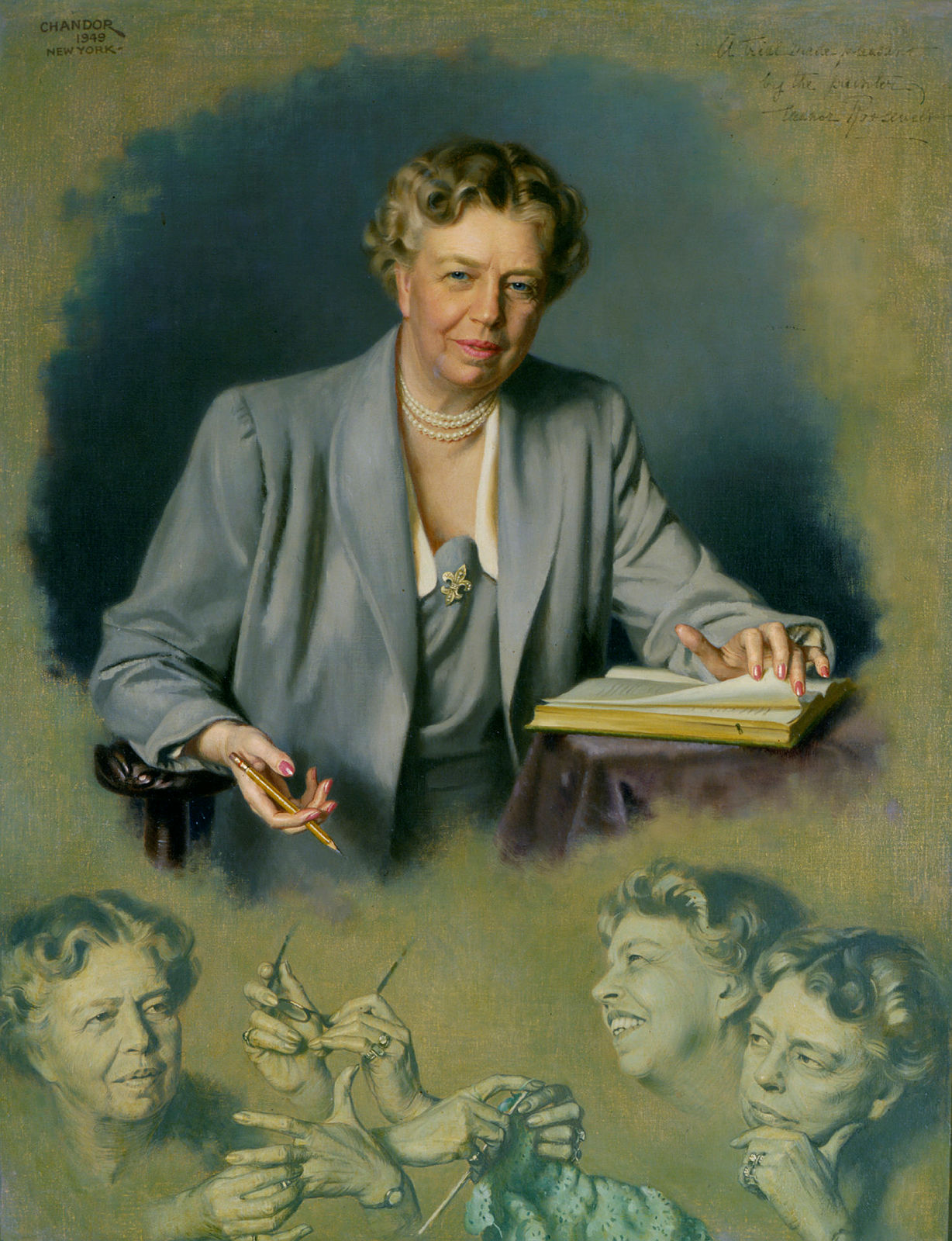
Цей портрет Рузвельт 1949 року роботи Дугласа Чандора був придбаний Білим домом у 1966 році.

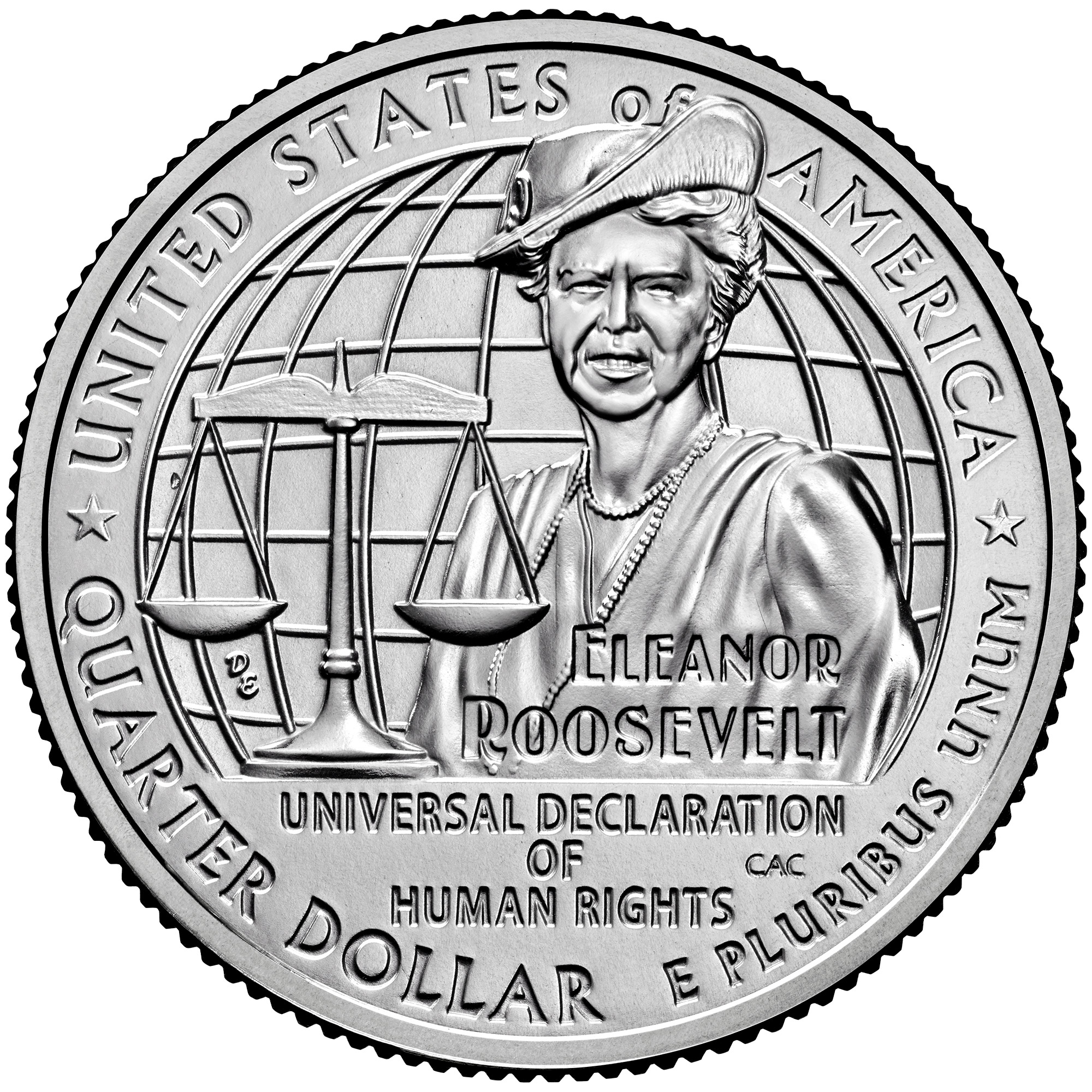
У 2023 році Рузвельт була однією з лауреаток у серії американських жінок

У 1966 році Історична асоціація Білого дому придбала портрет Елеонори Рузвельт, зроблений Дугласом Чандором; портрет був замовлений родиною Рузвельтів у 1949 році. Картина була представлена на прийомі в Білому домі 4 лютого 1966 року, який влаштувала леді Бьорд Джонсон і відвідали понад 250 запрошених гостей. Портрет висить у Вермейській кімнаті.
У 1973 році Елеонору Рузвельт посмертно введено до Національної зали слави жінок.
У 1989 році була заснована Премія Фонду Елеонори Рузвельт; вона «вшановує особу, проект, організацію чи установу за видатний внесок у рівність та освіту для жінок і дівчат».
У 1996 році у нью-йоркському Ріверсайд-парку було відкрито Пам'ятник Елеонорі Рузвельт, головним доповідачем виступила перша леді Гілларі Клінтон. Це був перший пам'ятник американській жінці в парку Нью-Йорка. Центральна частина — статуя Рузвельт, виконана Пенелопою Дженкс. На гранітному тротуарі навколо є написи, розроблені архітектором Майклом Міддлтоном Дваєром, зокрема підсумки її досягнень і цитата з її промови в ООН у 1958 році, де вона виступала за загальні права людини.
У 1997 році у Вашингтоні був відкритий Меморіал Франкліна Делано Рузвельта; він включає в себе бронзову статую Елеонори Рузвельт, що стоїть перед емблемою Організації Об'єднаних Націй, яка вшановує її відданість ООН. Це єдиний президентський меморіал із зображенням першої леді.
У 1998 році президент Білл Клінтон заснував Премію Елеонори Рузвельт з прав людини для відзначення видатних американських поборників прав людини в США. Нагорода була вперше присуджена в 50-ту річницю Загальної декларації прав людини, вшановуючи роль Елеонори Рузвельт як «рушійної сили» в розробці Загальної декларації прав людини ООН. Нагорода спочатку вручалася з 1998 року до кінця правління адміністрації Клінтона в 2001 році. У 2010 році тодішній держсекретар США Гілларі Клінтон відродила премію Елеонори Рузвельт із прав людини та вручила нагороду від імені тодішнього президента Сполучених Штатів Барака Обами.
У 1999 році Інститут Геллапа опублікував опитування «Список найбільш шанованих людей ХХ століття», щоб визначити, ким із людей у всьому світі американці найбільше захоплювалися своїми діяннями у ХХ столітті. Елеонора Рузвельт стала дев'ятою у списку.
У 2001 році Комітет зі спадщини Елеонори Рузвельт (Eleanor's Legacy) заснувала Джудіт Голленсворт Гоуп, яка була його президентом до квітня 2008 року. Він надихає та підтримує жінок-демократок, які виступають за вибір, балотуватися на місцеві та державні посади в Нью-Йорку. Legacy спонсорує навчальні школи для проведення кампаній, зв'язує кандидатів з волонтерами та експертами, співпрацює з організаціями-однодумцями та надає гранти на проведення кампаній підтриманим кандидатам.
У 2007 році Елеонору Рузвельт назвав героїнею проект «Мій герой».
20 квітня 2016 року міністр фінансів США Джейкоб Лью оголосив, що Елеонора Рузвельт з'явиться разом із Маріан Андерсон і відзначив суфражисток на оновленій банкноті номіналом 5 доларів США, яка має бути представлена у 2020 році, до 100-ї річниці 19-ї поправки до Конституції США, яка гарантувала жінкам право голосу.
У 2020 році журнал Time включив Елеонору Рузвельт до списку 100 жінок року. Її заднім числом назвали Жінкою року 1948 за її зусилля щодо вирішення проблем, пов'язаних з правами людини.
У 2023 році Рузвельт була вшанована на американському жіночому кварталі.

### Місця, названі на честь Елеонори Рузвельт
Школа Елеонори Рузвельт, також відома як Професійна школа Елеонори Рузвельт для кольорової молоді, Школа негрів Ворм Спрінгс і Школа Елеонори Рузвельт Розенвальд, яка працювала як школа з 18 березня 1937 року до 1972 року, була історичною школою афроамериканської громади, розташованою за адресою 350 Пархам Стріт на Леверетт Гілл Роуд у місті Ворм-Спрінгс, Джорджія. Станом на 3 травня 2010 року школа внесена до Національного реєстру історичних місць в окрузі Мерівезер, штат Джорджія.
Місто Норвельт було перейменовано в 1937 році як поєднання останніх складів в іменах Елеонори Рузвельт: EleaNOR RooseVELT. Зал пожежників Норвельта названий на її честь Рузвельт-Голлом.
У 1972 році був заснований Інститут Елеонори Рузвельт; він об'єднався з Фондом чотирьох свобод Франкліна Д. Рузвельта в 1987 році, щоб стати Інститутом Рузвельта. Інститут Рузвельта — ліберальний американський аналітичний центр. Організація, розташована в Нью-Йорку, стверджує, що вона існує для того, щоб «продовжувати спадщину та цінності Франкліна та Елеонори Рузвельт, розвиваючи прогресивні ідеї та сміливе лідерство на службі відновлення обіцянки Америки про можливості для всіх».
Середня школа Елеонори Рузвельт, державна середня школа, яка спеціалізується на природничих науках, математиці, технологіях та інженерії, була заснована в 1976 році в Гринбелті, штат Меріленд. Це була перша середня школа, названа на честь Елеонори Рузвельт, і є частиною системи державних шкіл округу Принс-Джордж.

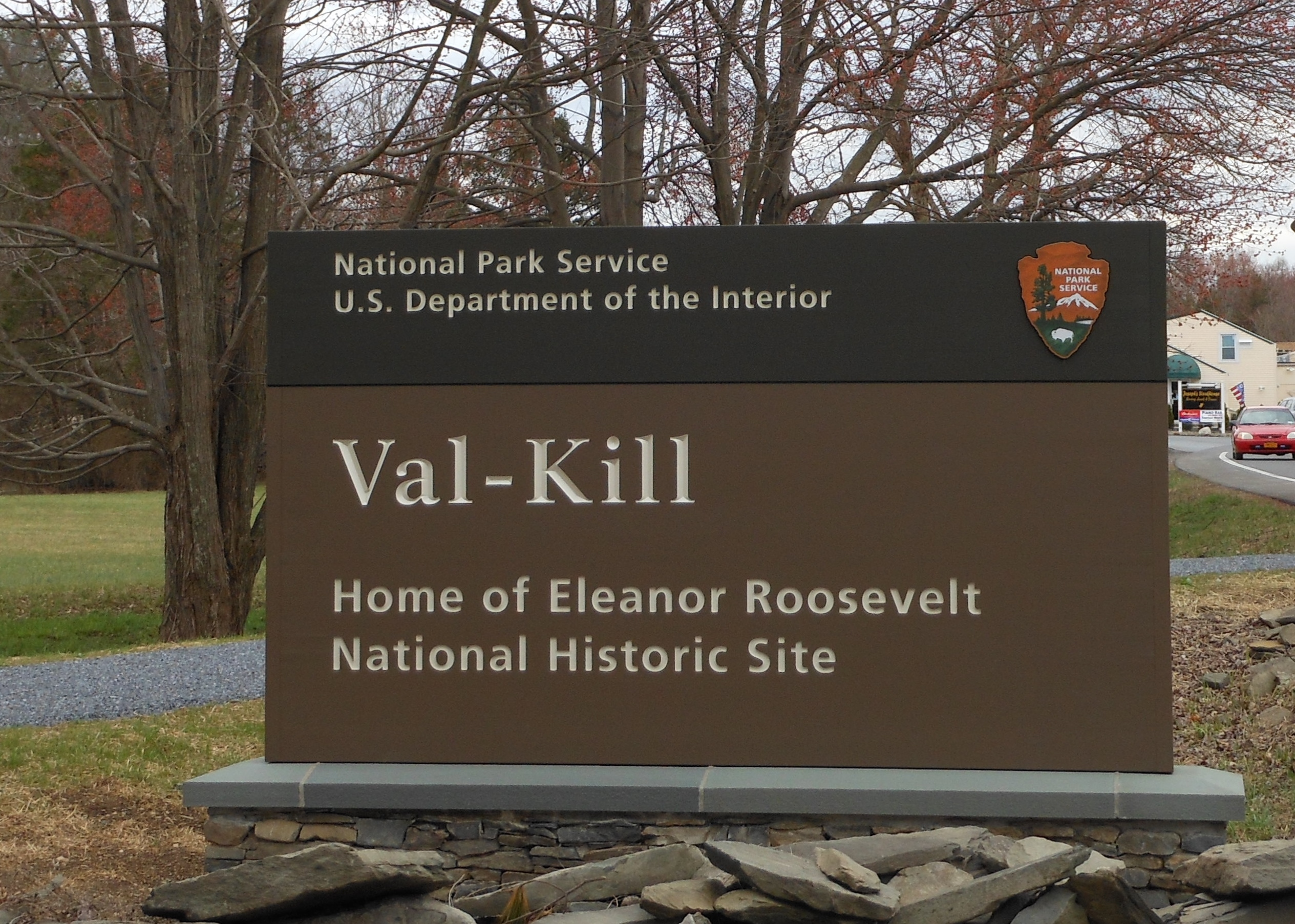
Історичне місце Вал-Кілл, Гайд-парк, Нью-Йорк

Рузвельт жила у кам'яному котеджі у Вел-Кіллі, який знаходився в двох милях на схід від маєтку Спрінгвуд. Цей котедж став її домом після смерті чоловіка і єдиним житлом, яким вона коли-небудь володіла. У 1977 році будинок був офіційно визначений актом Конгресу як Національне історичне місце Елеонори Рузвельт, «щоб вшанувати життя та роботу видатної жінки в американській історії для освіти, натхнення та блага нинішніх і майбутніх поколінь». У 1998 році Save America's Treasures (SAT) оголосила котедж Вел-Кілл новим офіційним проєктом. Участь SAT призвела до проекту Honoring Eleonor Roosevelt (HER), який спочатку здійснювався приватними волонтерами, а тепер є частиною SAT. Відтоді проект HER зібрав майже 1 долар мільйон, який пішов на відновлення та розвиток Вел-Кілл і виробництво «Елеонора Рузвельт: Близько до дому», документального фільму про Рузвельт у Вел-Кіллі. Частково завдяки успіху цих програм компанія Вел-Кілл отримала грант у розмірі 75 000 доларів і була названа одним із 12 сайтів, представлених у «Відновленні Америки: привітання збереженню», партнерстві між SAT, National Trust і HGTV. Дослідницький центр Рузвельта, науково-дослідний інститут, конференц-центр і бібліотека з американської історії XX століття, розташована в абатстві Мідделбург, Нідерланди, яке датується ХІІ століттям, була відкрита в 1986 році. Він названий на честь Елеонори Рузвельт, Теодора Рузвельта та Франкліна Рузвельта, предки яких емігрували із Зеландії, Нідерланди, до США у XVII столітті.
У 1988 році було засновано Коледж Елеонори Рузвельт, один із восьми студентських коледжів-інтернатів Каліфорнійського університету в Сан-Дієго. Коледж наголошує на міжнародному розумінні, включаючи знання іноземної мови та регіональну спеціалізацію. Середня школа імені Елеонори Рузвельт, невелика державна середня школа на Верхньому Іст-Сайді Манхеттена в Нью-Йорку, була заснована в 2002 році. Середня школа Елеонори Рузвельт в Іствейлі, Каліфорнія, відкрита в 2006 році.

## У культурі
У 1940-х і 1950-х роках жіночий імітатор Артур Блейк отримав визнання за те, що імітував Елеонору Рузвельт у своєму виступі в нічному клубі. На запрошення Рузвельтів він виконав роль в Білому домі. Він також втілив її чоловіка у фільмі «Дипломатичний кур'єр» 1952 року.
«Схід сонця в Кампобелло» , бродвейська вистава 1958 року Доре Шарі, драматизувала хворобу чоловіка Рузвельт від поліомієліту та одужання, у якій Елеонору зіграла Мері Фікет. В однойменному фільмі 1960 року, заснованому на п'єсі, в ролі Елеонори знялася Грір Гарсон.
«Історія Елеонори Рузвельт», американський біографічний документальний фільм 1965 року режисера Річарда Каплана, отримав премію «Оскар» за найкращий повнометражний документальний фільм. Кіноархів Академії зберіг його в 2006 році.
Рузвельт була темою історичної п'єси Арлін Стадд «Елеонора» 1976 року.
У 1976 році компанія Talent Associates випустила американський телевізійний міні-серіал «Елеонора і Франклін» з Едвардом Геррманном і Джейн Александер. Він транслювався на ABC 11 і 12 січня 1976 року і базувався на біографії, написаної Джозефом П. Лешем у 1971 році, «Елеонор і Франклін», на основі їхнього листування та нещодавно відкритих архівів. Фільм отримав багато нагород, у тому числі 11 Прайм-тайм премій «Еммі», «Золотий глобус» і «Peabody Award». Режисер Деніел Петрі виграв прайм-тайм Еммі за режисера року — Спеціальний фільм. У 1977 році вони випустили продовження «Елеонора і Франклін: роки Білого дому» з тими ж зірками. Він отримав 7 Прайм-тайм премій «Еммі», у тому числі «Кращий спеціальний фільм року». Деніел Петрі знову виграв прайм-тайм Еммі за другий фільм. Обидва фільми отримали визнання та відзначилися історичною достовірністю.
У 1979 році NBC показала мінісеріал «За лаштунками Білого дому», заснований на книзі Ліліан Роджерс Паркс «Мої тридцять років за лаштунками Білого дому» 1961 року. Серіал зображував життя президентів, їхніх родин і персоналу Білого дому, який служив їм від адміністрацій Вільяма Говарда Тафта (1909—1913) до Дуайта Ейзенхауера (1953—1961). Велика частина книги була заснована на нотатках її матері, Меггі Роджерс, покоївки Білого дому. Паркс віддає належне Елеонорі Рузвельт за те, що вона спонукала свою матір завести щоденник про свою службу в Білому домі. Серіал отримав нагороду Гільдії сценаристів Америки за довгостроковий телевізійний серіал, отримав номінацію на Золотий глобус за драматичний телевізійний серіал і отримав Еммі за видатні досягнення в гримі. Серед 10 додаткових номінацій на «Еммі» була Айлін Гекарт за роль Елеонори Рузвельт. Наступного року вона знову була номінована на премію «Еммі» за виконання ролі Елеонори Рузвельт у телевізійному фільмі NBC «Рузвельт: Останній рік».
У 1996 році автор Washington Post Боб Вудворд повідомив, що Гілларі Клінтон вела «уявні дискусії» з Елеонорою Рузвельт від початку перебування Клінтон на посаді першої леді. Після втрати демократами контролю над Конгресом на виборах 1994 року Клінтон залучила послуги прихильниці Руху людського потенціалу Джин Г'юстон. Г'юстон заохочувала Клінтон шукати зв'язків з Елеонорою Рузвельт, і, хоча жодні психічні методи з Клінтон не використовувалися, критики та комікси негайно припустили, що Клінтон проводила спіритичні сеанси з Рузвельт. У Білому домі заявили, що це був лише мозковий штурм, а приватне опитування пізніше показало, що більшість громадськості вважала, що це були лише уявні розмови, а решта вважала, що спілкування з мертвими насправді можливе. У автобіографії 2003 року «Жива історія» Клінтон назвала цілий розділ «Розмови з Елеонорою» і підкреслила, що ведення «уявних розмов [є] насправді корисною розумовою вправою для аналізу проблем, за умови, що ви вибираєте правильну людину для візуалізації. Елеонора Рузвельт була ідеальною».
У 1996 році вийшла дитяча книжка-картинка про Елеонору Рузвельт «Елеонора» Барбари Куні. Вона описує її як сором'язливу дівчину, яка продовжує робити великі речі.
У 2014 році вийшов американський документальний серіал «Рузвельти: Інтимна історія». Продюсований і режисерський серіал Кена Бернса зосереджується на житті Теодора, Франкліна та Елеонори Рузвельт. Прем'єра серіалу отримала позитивні відгуки та була номінована на три Прайм-тайм премії «Еммі», вигравши премію Еммі як найкращий оповідач за розповідь Пітера Койоті про перший епізод. У вересні 2014 року «Рузвельти» стали найбільш трансльованим документальним фільмом на сайті PBS.
«Дорога Елеонори» — американський фільм 2016 року про двох найкращих друзів, які подорожують США в 1962 році, щоб зустріти героїню свого дитинства Елеонору Рузвельт.
Життя та час Елеонори Рузвельт як першої леді описано в телесеріалі «Першв леді». Її грає Джилліан Андерсон, а Еліза Сканлен — молоду Елеонор.

### Поштові марки

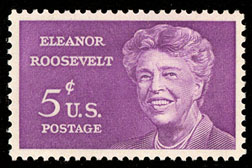
Марка США на честь Елеонори Рузвельт (1963)
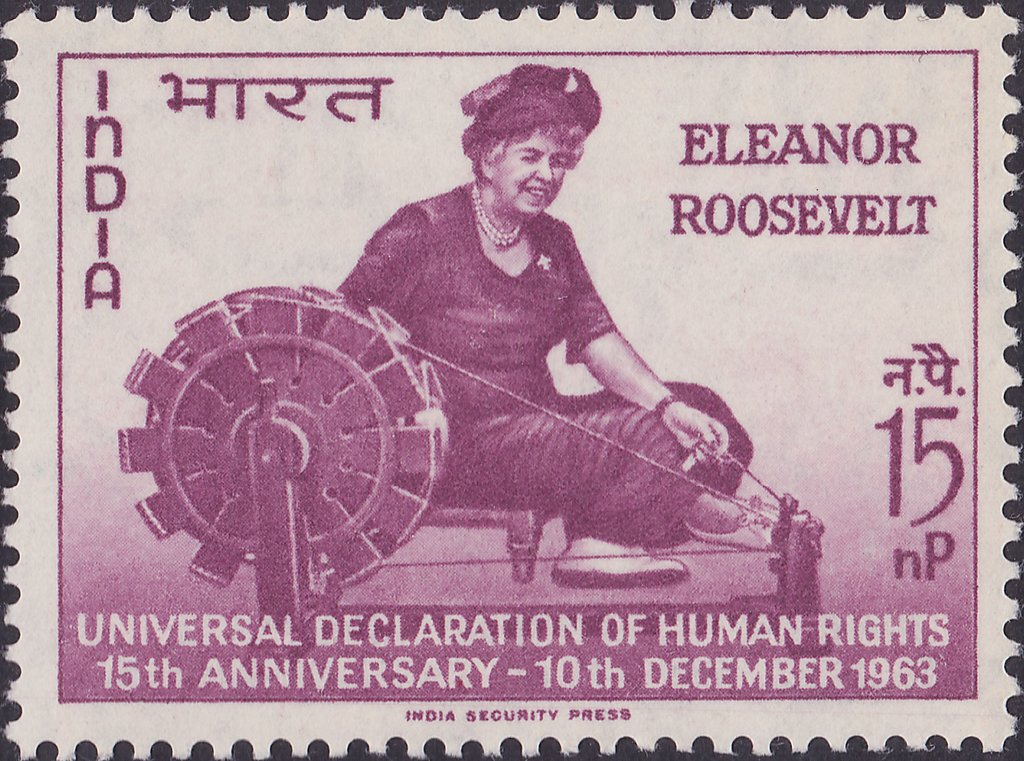
Поштова марка Індії на честь 15-ї річниці Декларації прав людини з Елеонорою Рузвельт (1963)
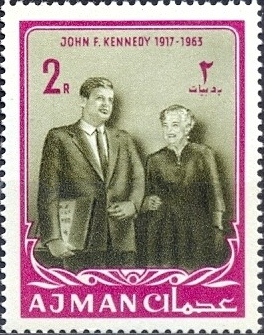
Марка Аджмана з Президентом Джон Ф. Кеннеді й Елеонорою Рузвельт (1964)
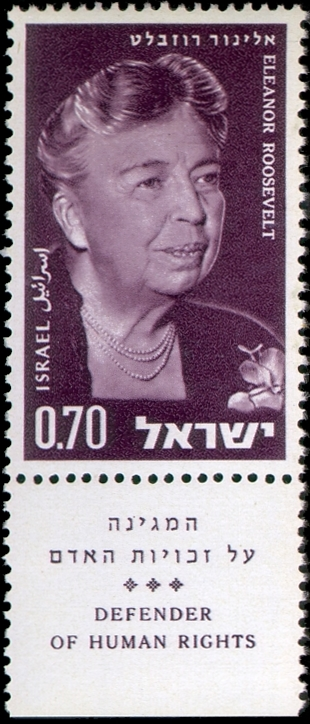
Ізраїльська марка на честь Елеонори Рузвельт (1964)
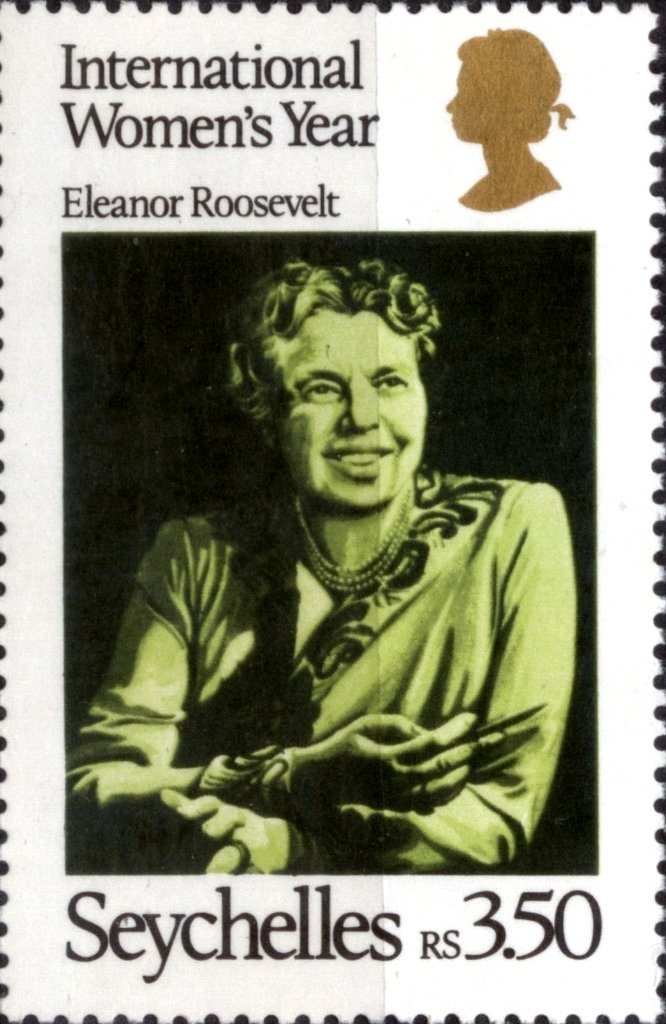
Поштова марка Сейшельських островів на честь Елеонори Рузвельт (1975)

## Історіографія
- Первые леди Америки [Архівовано 25 лютого 2008 у Wayback Machine.] (рос.)
- Provizer, Norman W. «Eleanor Roosevelt Biographies», in Pederson, William D. (2011). A Companion to Franklin D. Roosevelt. Blackwell Companions to American History. Wiley-Blackwell. с. 15—33. ISBN 978-1-4443-9517-4.A Companion to Franklin D. Roosevelt. Blackwell Companions to American History. Wiley-Blackwell. pp. 15–33. ISBN 978-1-4443-9517-4.
- Beauchamp, Angela (Spring 2020). I Will Not Be Your Little China Doll: Representations of Eleanor Roosevelt in Film and Television. Americana: The Journal of American Popular Culture. 19 (1).